# Ban Chấp hành Trung ương Đảng Cộng sản Việt Nam khóa XII
Ban Chấp hành Trung ương Đảng Cộng sản Việt Nam khóa XII hay còn được gọi Ban Chấp hành Trung ương Đảng khóa XII, Trung ương Đảng khóa XII là cơ quan do Đại hội Đại biểu Đảng Cộng sản Việt Nam khóa XII bầu ra vào ngày 26/1/2016.

## Bầu cử
Sáng ngày 26/1/2016, tại Đại hội Đảng Cộng sản Việt Nam toàn quốc khóa XII, các đại biểu tham dự đã bầu 218 ứng viên cho 180 ghế ủy viên chính thức và bầu 61 ứng viên cho 20 ghế ủy viên dự khuyết.
Tổng Bí thư Nguyễn Phú Trọng (sinh năm 1944) là người duy nhất trong Bộ Chính trị được Trung ương khóa XI thống nhất giới thiệu là trường hợp đặc biệt để ở lại khóa XII. Trong bốn "trường hợp đặc biệt" là ủy viên trung ương Khóa XI quá tuổi được Ban chấp hành cũ giới thiệu ở lại, ông Huỳnh Phong Tranh (sinh năm 1955, Tổng thanh tra Chính phủ) đã không đủ số phiếu để tái đắc cử Ban chấp hành khóa XII. Còn lại các ông Uông Chu Lưu (sinh năm 1955, Phó chủ tịch Quốc hội), Bùi Văn Nam (sinh năm 1955, Thượng tướng, Thứ trưởng Bộ Công an), Đỗ Bá Tỵ (sinh năm 1954, Đại tướng, Thứ trưởng Bộ Quốc phòng, Tổng tham mưu trưởng Quân đội nhân dân Việt Nam) đều tái đắc cử.
Một vài hạt giống đỏ trẻ tuổi trúng cử Ủy viên trung ương chính thức, gồm các ông Nguyễn Thanh Nghị, con trai Thủ tướng Nguyễn Tấn Dũng, Bí thư Tỉnh ủy Kiên Giang; Nguyễn Xuân Anh (Bí thư Thành ủy Đà Nẵng, con trai nguyên Chủ nhiệm Ủy ban Kiểm tra Trung ương Đảng Nguyễn Văn Chi) và Trần Tuấn Anh (thứ trưởng Bộ Công Thương, con trai nguyên Chủ tịch nước Trần Đức Lương).
Sáng ngày 27/1/2016 Ban Chấp hành Trung ương Đảng khóa XII họp phiên thứ nhất bầu Bộ Chính trị, Tổng Bí thư, Ban Bí thư, Ủy ban Kiểm tra Trung ương, Chủ nhiệm Ủy ban Kiểm tra Trung ương khóa XII.

## Các hội nghị Trung ương Đảng
| Hội nghị BCHTW lần thứ | Bắt đầu-Kết thúc | Thời gian | Nội dung chính |
| ---------------------- | ---------------- | --------- | --- |
| Nhất                   | 27/01/2016       | 1 ngày    | Tổng Bí thư Nguyễn Phú Trọng tái đắc cử làm Tổng Bí thư khóa XII. Hội nghị bầu ra 19 ủy viên Bộ Chính trị, 3 ủy viên Ban Bí thư, 21 ủy viên Ủy ban Kiểm tra Trung ương và Chủ nhiệm Ủy ban Kiểm tra Trung ương khóa XII là Trần Quốc Vượng. |
| Hai                    | 10-12/03/2016    | 3 ngày    | Chương trình làm việc toàn khóa XII; Kế hoạch phát triển kinh tế - xã hội 5 năm 2016-2020; việc giới thiệu nhân sự lãnh đạo cấp cao của các cơ quan nhà nước và một số vấn đề quan trọng khác. |
| Ba                     | 04-07/07/2016    | 4 ngày    | Quy chế làm việc của Ban Chấp hành Trung ương, Bộ Chính trị, Ban Bí thư; Quy chế làm việc của Ủy ban Kiểm tra Trung ương; Quy định thi hành Điều lệ Đảng; Quy định về công tác kiểm tra, giám sát và kỷ luật của Đảng; việc giới thiệu nhân sự lãnh đạo cấp cao của các cơ quan nhà nước và một số vấn đề quan trọng khác. |
| Tư                     | 09-14/10/2016    | 6 ngày    | Thảo luận, cho ý kiến về tình hình kinh tế-xã hội năm 2016, dự kiến kế hoạch kinh tế-xã hội năm 2017; một số chủ trương, chính sách lớn nhằm đổi mới mô hình tăng trưởng, nâng cao chất lượng tăng trưởng, năng suất lao động, sức cạnh tranh của nền kinh tế; thực hiện hiệu quả tiến trình hội nhập kinh tế quốc tế, giữ vững ổn định chính trị-xã hội trong bối cảnh nước ta tham gia các hiệp định thương mại tự do thế hệ mới; tăng cường xây dựng, chỉnh đốn Đảng; ngăn chặn, đẩy lùi sự suy thoái về tư tưởng chính trị, đạo đức, lối sống, những biểu hiện "tự diễn biến", "tự chuyển hóa" trong nội bộ và một số vấn đề quan trọng khác. |
| Năm                    | 05-10/05/2017    | 6 ngày    | Hoàn thiện thể chế kinh tế thị trường định hướng XHCN; sắp xếp, đổi mới và nâng cao hiệu quả doanh nghiệp Nhà nước; tổng kết 15 năm thực hiện Nghị quyết Trung ương 5 khóa IX; Báo cáo kiểm điểm sự lãnh đạo, chỉ đạo của Bộ Chính trị, Ban Bí thư năm 2016 gắn với thực hiện Nghị quyết Trung ương 4 khóa XII về xây dựng, chỉnh đốn Đảng; xem xét thi hành kỷ luật cảnh cáo và cho thôi chức Ủy viên Bộ Chính trị đối với ông Đinh La Thăng và một số nội dung quan trọng khác. |
| Sáu                    | 04-11/10/2017    | 7 ngày    | Thảo luận, cho ý kiến về tình hình kinh tế-xã hội và tài chính-ngân sách năm 2017, dự kiến kế hoạch phát triển kinh tế-xã hội và dự toán tài chính, ngân sách năm 2018; tăng cường công tác bảo vệ, chăm sóc, nâng cao sức khỏe nhân dân và công tác dân số; tiếp tục đổi mới hệ thống tổ chức và quản lý, nâng cao chất lượng và hiệu quả hoạt động các đơn vị sự nghiệp công lập; tiếp tục đổi mới, sắp xếp tổ chức bộ máy của hệ thống chính trị, thi hành kỷ luật cho thôi giữ chức Ủy viên Ban Chấp hành Trung ương Đảng khoá XII đối với ông Nguyễn Xuân Anh, bầu bổ sung ông Phan Đình Trạc và ông Nguyễn Xuân Thắng vào Ban Bí thư khoá XII. Kết thúc hoạt động của các Ban Chỉ đạo Tây Bắc, Tây Nguyên, Tây Nam bộ; tổ chức lại Đảng bộ Ngoài nước và Đảng bộ Bộ Ngoại giao. |
| Bảy                    | 07-12/05/2018    | 6 ngày    | Xây dựng đội ngũ cán bộ các cấp, nhất là cấp chiến lược đủ phẩm chất, năng lực và uy tín, ngang tầm nhiệm vụ; cải cách chính sách tiền lương đối với cán bộ, công chức, viên chức, lực lượng vũ trang và người lao động trong các doanh nghiệp; cải cách chính sách bảo hiểm xã hội; Hội nghị đã đồng ý để ông Trần Quốc Vượng thôi giữ chức Chủ nhiệm Uỷ ban Kiểm tra Trung ương khoá XII, bầu ông Trần Cẩm Tú giữ chức Chủ nhiệm cơ quan này; bầu ông Hoàng Văn Trà giữ chức Uỷ viên Uỷ ban Kiểm tra Trung ương khoá XII, bầu bổ sung ông Trần Thanh Mẫn và ông Trần Cẩm Tú làm Uỷ viên Ban Bí thư khoá XII, quyết định thi hành kỷ luật ông Đinh La Thăng bằng hình thức khai trừ ra khỏi Đảng. |
| Tám                    | 02-06/10/2018    | 5 ngày    | Tổng kết 10 năm thực hiện Nghị quyết Trung ương 4 khóa X về Chiến lược biển Việt Nam đến năm 2020; Tình hình kinh tế - xã hội và ngân sách nhà nước năm 2018, Kế hoạch phát triển kinh tế - xã hội và dự toán ngân sách năm 2019. Quy định về trách nhiệm nêu gương của cán bộ, đảng viên, trước hết là Ủy viên Bộ Chính trị, Ủy viên Ban Bí thư, Ủy viên Ban Chấp hành Trung ương; thành lập các tiểu ban chuẩn bị Đại hội XIII của Đảng. Bộ Chính trị trình Trung ương xem xét, thống nhất giới thiệu đồng chí Nguyễn Phú Trọng để Quốc hội bầu giữ chức vụ Chủ tịch nước; bầu bổ sung Ủy viên Ủy ban Kiểm tra Trung ương khoá XII và quyết định thi hành kỷ luật đồng chí Nguyễn Bắc Son bằng hình thức cách chức Ủy viên Trung ương Đảng khóa XI, Bí thư Ban Cán sự Đảng Bộ Thông tin và Truyền thông nhiệm kỳ 2011 - 2016, thi hành kỷ luật đồng chí Trần Văn Minh bằng hình thức khai trừ khỏi Đảng. |
| Chín                   | 25-26/12/2018    | 2 ngày    | Cho ý kiến về việc quy hoạch Ban Chấp hành Trung ương Đảng nhiệm kỳ 2021 - 2026; tiến hành lấy phiếu tín nhiệm của Ban Chấp hành Trung ương đối với các đồng chí Ủy viên Bộ Chính trị, Ban Bí thư; cho ý kiến về Báo cáo kiểm điểm sự lãnh đạo, chỉ đạo của Bộ Chính trị, Ban Bí thư năm 2018; xem xét, thi hành kỷ luật đồng chí Tất Thành Cang bằng hình thức cách chức Ủy viên Trung ương Đảng khoá XII; Phó Bí thư Thường trực Thành ủy, Ủy viên Ban Thường vụ Thành ủy Thành phố Hồ Chí Minh nhiệm kỳ 2015 - 2020, vì đã có những khuyết điểm, vi phạm rất nghiêm trọng. |
| Mười                   | 16-18/05/2019    | 3 ngày    | Thảo luận, cho ý kiến về: Đề cương Báo cáo chính trị; Đề cương Báo cáo 10 năm thực hiện Cương lĩnh 2011 (bổ sung, phát triển); Đề cương Báo cáo tổng kết thực hiện Chiến lược phát triển kinh tế - xã hội 10 năm 2011-2020; xây dựng Chiến lược phát triển kinh tế - xã hội 10 năm 2021-2030 và Báo cáo tình hình kinh tế - xã hội 5 năm 2016-2020, Kế hoạch phát triển kinh tế - xã hội 5 năm 2021-2025; Đề cương Báo cáo tổng thể công tác xây dựng Đảng và thi hành Điều lệ Đảng. Tổng kết thực hiện Chỉ thị 36-CT/TW của Bộ Chính trị khóa XI và Dự thảo Chỉ thị của Bộ Chính trị khóa XII về Đại hội Đảng bộ các cấp, tiến tới Đại hội đại biểu toàn quốc lần thứ XIII của Đảng. |
| Mười một               | 07-12/10/2019    | 6 ngày    | Thảo luận, cho ý kiến một bước về các dự thảo văn kiện trình Đại hội XIII của Đảng; Báo cáo tình hình kinh tế - xã hội, ngân sách nhà nước năm 2019, dự kiến kế hoạch phát triển kinh tế - xã hội, ngân sách nhà nước năm 2020, phân tích, dự báo có căn cứ, cơ sở khoa học, tình hình thế giới và trong nước, nhất là tình hình Biển Đông; bầu bổ sung 4 ủy viên Ủy ban Kiểm tra Trung ương; quyết định thi hành kỷ luật bằng hình thức khai trừ ra khỏi Đảng đối với ông Nguyễn Bắc Son và ông Trương Minh Tuấn. |
| Mười hai               | 11-14/05/2020    | 4 ngày    | Thảo luận và quyết định về các vấn đề: Phương hướng công tác nhân sự Ban Chấp hành Trung ương khóa XIII; Phương hướng bầu cử đại biểu Quốc hội khóa XV và đại biểu Hội đồng nhân dân các cấp nhiệm kỳ 2021 – 2026; số lượng và việc phân bổ đại biểu dự Đại hội XIII của Đảng; bầu bổ sung 2 Ủy viên Ủy ban Kiểm tra Trung ương; quyết định thi hành kỷ luật khai trừ ra khỏi Đảng đối với ông Nguyễn Văn Hiến. |
| Mười ba                | 05-09/10/2020    | 5 ngày    | Thảo luận, cho ý kiến, xem xét về: Tình hình kinh tế - xã hội năm 2020, kế hoạch phát triển kinh tế - xã hội năm 2021; tiếp tục hoàn thiện các dự thảo văn kiện trình Đại hội XIII của Đảng; công tác nhân sự Ban Chấp hành Trung ương khóa XIII và một số vấn đề quan trọng khác. |
| Mười bốn               | 14-18/12/2020    | 5 ngày    | Thảo luận, tiếp thu ý kiến đóng góp để hoàn thiện dự thảo các văn kiện trình Đại hội XIII của Đảng; giới thiệu nhân sự tham gia Bộ Chính trị, Ban Bí thư khóa XIII; thảo luận cho ý kiến về tổ chức Đại hội XIII, gồm thời gian, chương trình, nội dung Đại hội; về Dự thảo Quy chế bầu cử, Quy chế làm việc tại Đại hội XIII; cho ý kiến về Báo cáo kiểm điểm sự lãnh đạo, chỉ đạo của Ban Chấp hành Trung ương khóa XII; Báo cáo tổng kết thực hiện Quy chế làm việc của Ban Chấp hành Trung ương, Bộ Chính trị, Ban Bí thư nhiệm kỳ khóa XII; Báo cáo tổng kết công tác kiểm tra, giám sát và thi hành kỷ luật đảng nhiệm kỳ Đại hội XII; Báo cáo tổng kết thực hiện Quy chế làm việc của Ủy ban Kiểm tra Trung ương khóa XII; và quyết định thi hành kỷ luật khai trừ ông Nguyễn Đức Chung ra khỏi Đảng.                                                                                               |
| Mười lăm               | 16-17/01/2021    | 2 ngày    | Thảo luận, cho ý kiến về: tiếp tục hoàn thiện công tác nhân sự Ban Chấp hành Trung ương, Bộ Chính trị, Ban Bí thư khóa XIII và chuẩn bị nhân sự lãnh đạo chủ chốt khóa XIII; thông qua Báo cáo của Ban Chấp hành Trung ương khóa XII về công tác nhân sự Ban Chấp hành Trung ương khóa XIII; thông qua Báo cáo của Ban Chấp hành Trung ương khóa XII về các Văn kiện trình Đại hội XIII của Đảng; cho ý kiến về Báo cáo công tác tổng kết tài chính đảng nhiệm kỳ 2016-2020. |

## Các ban Đảng Trung ương
| Các Ban Đảng Trung ương                         | Chức vụ                    | Lãnh đạo            | Kiêm nhiệm                                | Nhiệm kỳ                             | Ghi chú |
| ----------------------------------------------- | -------------------------- | ------------------- | ----------------------------------------- | ------------------------------------ | ------- |
| Ban Tổ chức Trung ương                          | Trưởng ban                 | Tô Huy Rứa          | Ủy viên Bộ Chính trị khóa XI              | 27/1-5/2/2016 9 ngày                 |         |
| Ban Tổ chức Trung ương                          | Trưởng ban                 | Phạm Minh Chính     | Ủy viên Bộ Chính trị                      | 5/2/2016-30/1/2021 4 năm, 365 ngày   |         |
| Ủy ban Kiểm tra Trung ương                      | Chủ nhiệm                  | Trần Quốc Vượng     | Ủy viên Bộ Chính trị                      | 27/1/2016-8/5/2018 2 năm, 101 ngày   |         |
| Ủy ban Kiểm tra Trung ương                      | Chủ nhiệm                  | Trần Cẩm Tú         | Bí thư Trung ương Đảng (từ tháng 5/2018)  | 9/5/2018-30/1/2021 2 năm, 267 ngày   |         |
| Ban Tuyên giáo Trung ương                       | Trưởng ban                 | Đinh Thế Huynh      | Ủy viên Bộ Chính trị                      | 27/1-5/2/2016 9 ngày                 |         |
| Ban Tuyên giáo Trung ương                       | Trưởng ban                 | Võ Văn Thưởng       | Ủy viên Bộ Chính trị                      | 5/2/2016-30/1/2021 4 năm, 361 ngày   |         |
| Hội đồng Lý luận Trung ương                     | Chủ tịch                   | Đinh Thế Huynh      | Ủy viên Bộ Chính trị                      | 28/3/2011-02/03/2018 6 năm, 339 ngày |         |
| Hội đồng Lý luận Trung ương                     | Chủ tịch                   | Nguyễn Xuân Thắng   | Bí thư Trung ương Đảng                    | 02/03/2018-30/1/2021 2 năm, 335 ngày |         |
| Ban Dân vận Trung ương                          | Trưởng ban                 | Hà Thị Khiết        | Bí thư Trung ương Đảng khóa XI            | 27/1-7/2/2016 11 ngày                |         |
| Ban Dân vận Trung ương                          | Trưởng ban                 | Trương Thị Mai      | Ủy viên Bộ Chính trị                      | 7/2/2016-30/1/2021 4 năm, 359 ngày   |         |
| Văn phòng Trung ương Đảng                       | Chánh Văn phòng            | Trần Quốc Vượng     | Ủy viên Bộ Chính trị                      | 27/1-4/2/2016 8 ngày                 |         |
| Văn phòng Trung ương Đảng                       | Chánh Văn phòng            | Nguyễn Văn Nên      | Bí thư Trung ương Đảng                    | 4/2/2016-10/2020 4 năm, 254 ngày     |         |
| Văn phòng Trung ương Đảng                       | Chánh Văn phòng            | Lê Minh Hưng        | Ủy viên Trung ương Đảng                   | 15/10/2020-30/1/2021 108 ngày        |         |
| Ban Nội chính Trung ương                        | Phó Trưởng ban thường trực | Phan Đình Trạc      | Bí thư Trung ương Đảng (từ tháng 10/2017) | 21/1/2015-29/2/2016 1 năm, 39 ngày   |         |
| Ban Nội chính Trung ương                        | Trưởng ban                 | Phan Đình Trạc      | Bí thư Trung ương Đảng (từ tháng 10/2017) | 29/2/2016-30/1/2021 4 năm, 337 ngày  |         |
| Ban Đối ngoại Trung ương                        | Trưởng ban                 | Hoàng Bình Quân     | Ủy viên Trung ương Đảng                   | 8/7/2009-30/1/2021 11 năm, 207 ngày  |         |
| Ban Kinh tế Trung ương                          | Trưởng ban                 | Vương Đình Huệ      | Ủy viên Bộ Chính trị                      | 27/1-11/4/2016 75 ngày               |         |
| Ban Kinh tế Trung ương                          | Trưởng ban                 | Nguyễn Văn Bình     | Ủy viên Bộ Chính trị                      | 11/4/2016-30/1/2021 4 năm, 295 ngày  |         |
| Báo Nhân dân                                    | Tổng Biên tập              | Thuận Hữu           | Ủy viên Trung ương Đảng                   | 8/2/2011-30/1/2021 9 năm, 358 ngày   |         |
| Ban Bảo vệ, Chăm sóc sức khỏe cán bộ trung ương | Trưởng ban                 | Nguyễn Quốc Triệu   |                                           | 21/9/2011-21/6/2019 7 năm, 273 ngày  |         |
| Ban Bảo vệ, Chăm sóc sức khỏe cán bộ trung ương | Trưởng ban                 | Nguyễn Thị Kim Tiến |                                           | 4/7/2019-30/1/2021 1 năm, 211 ngày   |         |

## Đảng bộ trực thuộc Trung ương
| Đảng bộ trực thuộc                   | Chức vụ                                     | Lãnh đạo            | Kiêm nhiệm                                | Nhiệm kỳ                              | Ghi chú                            |
| ------------------------------------ | ------------------------------------------- | ------------------- | ----------------------------------------- | ------------------------------------- | ---------------------------------- |
| Quân ủy Trung ương                   | Bí thư Quân ủy Trung ương                   | Nguyễn Phú Trọng    | Ủy viên Bộ chính trị Tổng bí thư          | 19/1/2011-30/1/2021 10 năm, 12 ngày   |                                    |
| Đảng bộ Công an Trung ương           | Bí thư Đảng ủy Công an Trung ương           | Trần Đại Quang      | Ủy viên Bộ chính trị Chủ tịch nước        | 30/08/2011-13/4/2016 4 năm, 227 ngày  | Đã mất 21/09/2018                  |
| Đảng bộ Công an Trung ương           | Bí thư Đảng ủy Công an Trung ương           | Tô Lâm              | Ủy viên Bộ chính trị Bộ trưởng Bộ Công an | 13/4/2016-nay 4 năm, 272 ngày         |                                    |
| Đảng bộ Khối Doanh nghiệp Trung ương | Bí thư Đảng ủy Khối Doanh nghiệp Trung ương | Bùi Văn Cường       | Ủy viên Trung ương Đảng                   | 04/06/2012-12/04/2016 3 năm, 313 ngày |                                    |
| Đảng bộ Khối Doanh nghiệp Trung ương | Bí thư Đảng ủy Khối Doanh nghiệp Trung ương | Phạm Viết Thanh     | Ủy viên Trung ương Đảng                   | 12/04/2016-03/02/2019 2 năm, 325 ngày |                                    |
| Đảng bộ Khối Doanh nghiệp Trung ương | Bí thư Đảng ủy Khối Doanh nghiệp Trung ương | Y Thanh Hà Niê Kđăm | Ủy viên dự khuyết Trung ương Đảng         | 04/03/2019-30/1/2021 1 năm, 333 ngày  |                                    |
| Đảng bộ Khối các cơ quan Trung ương  | Bí thư Đảng ủy Khối cơ quan Trung ương      | Đào Ngọc Dung       | Ủy viên Trung ương Đảng                   | 18/08/2011-12/04/2016 4 năm, 238 ngày |                                    |
| Đảng bộ Khối các cơ quan Trung ương  | Bí thư Đảng ủy Khối cơ quan Trung ương      | Nguyễn Quang Dương  | Ủy viên Trung ương Đảng                   | 12/04/2016-02/01/2018 1 năm, 265 ngày |                                    |
| Đảng bộ Khối các cơ quan Trung ương  | Bí thư Đảng ủy Khối cơ quan Trung ương      | Sơn Minh Thắng      | Ủy viên Trung ương Đảng                   | 02/01/2018-28/10/2020 2 năm, 300 ngày |                                    |
| Đảng bộ Khối các cơ quan Trung ương  | Bí thư Đảng ủy Khối cơ quan Trung ương      | Huỳnh Tấn Việt      | Ủy viên Trung ương Đảng                   | 29/10/2020-30/1/2021 94 ngày          | [ 3 ]                              |
| Đảng bộ Ngoài nước                   | Bí thư Đảng ủy Ngoài nước                   | Lê Hoài Trung       | Ủy viên Trung ương Đảng                   | 06/2016-12/2019                       | Hợp nhất với Đảng bộ Bộ Ngoại giao |

Đảng bộ tỉnh, thành phố trực thuộc trung ương
Đảng bộ tỉnh, thành phố trực thuộc trung ương hay còn được gọi đảng bộ tỉnh, thành phố là những đảng bộ trực thuộc Trung ương Đảng, do Trung ương Đảng quản lý, giám sát.

## Ủy viên chính thức Ban Chấp hành Trung ương
Ủy viên nữ: 17 (9,4%) (Nguyễn Thúy Anh, Nguyễn Thị Thu Hà, Ngô Thị Thanh Hằng, Bùi Thị Minh Hoài, Hoàng Thị Thúy Lan, Trương Thị Mai, Lê Thị Nga, Nguyễn Thị Kim Ngân, Tòng Thị Phóng, Lâm Thị Phương Thanh, Nguyễn Thị Thanh, Đặng Thị Ngọc Thịnh, Lê Thị Thủy, Nguyễn Thanh Hải, Phạm Thị Thanh Trà, Võ Thị Ánh Xuân, Giàng Páo Mỷ)
| - Ủy viên Bộ Chính trị - Bí thư Trung ương Đảng | - Ủy viên Trung ương Đảng - Ủy viên Dự khuyết Trung ương Đảng |

| STT | Họ tên (năm sinh)            | Nguyên quán    | Chức vụ khi được bầu                                                                         | Chức vụ khi được bầu                                                                | Chức vụ hiện nay                                     | Chức vụ hiện nay                                                                    | Chức vụ hiện nay         | Ghi chú                  |
| STT | Họ tên (năm sinh)            | Nguyên quán    | Chức vụ khi được bầu                                                                         | Chức vụ khi được bầu                                                                | Chức vụ                                              | Chức vụ                                                                             | Nhiệm kỳ                 | Ghi chú                  |
| --- | ---------------------------- | -------------- | -------------------------------------------------------------------------------------------- | ----------------------------------------------------------------------------------- | ---------------------------------------------------- | ----------------------------------------------------------------------------------- | ------------------------ | ------------------------ |
| 1   | Nguyễn Hoàng Anh (1963-)     | Hải Phòng      |                                                                                              | Bí thư Tỉnh ủy Cao Bằng                                                             |                                                      | Bí thư Tỉnh ủy Cao Bằng                                                             | 04/2016-12/2017          |                          |
| 1   | Nguyễn Hoàng Anh (1963-)     | Hải Phòng      | Chủ tịch Ủy ban quản lý vốn Nhà nước tại doanh nghiệp                                        | Bí thư Tỉnh ủy Cao Bằng                                                             | 02/2018-1/2021                                       |                                                                                     |                          |                          |
| 2   | Chu Ngọc Anh (1965-)         | Hà Nội         |                                                                                              | Thứ trưởng Bộ Khoa học và Công nghệ                                                 |                                                      | Bộ trưởng Bộ Khoa học và Công nghệ                                                  | 04/2016-10/2020          |                          |
| 2   | Chu Ngọc Anh (1965-)         | Hà Nội         | Phó Bí thư Thành ủy Chủ tịch Ủy ban nhân dân thành phố Hà Nội                                | Thứ trưởng Bộ Khoa học và Công nghệ                                                 | 09/2020-1/2021                                       |                                                                                     |                          |                          |
| 3   | Nguyễn Thúy Anh (1963-)      | Phú Thọ        |                                                                                              | Phó chủ nhiệm Ủy ban Về các vấn đề xã hội Quốc hội                                  |                                                      | Chủ nhiệm Ủy ban Về các vấn đề xã hội Quốc hội                                      | 04/2016-1/2021           |                          |
| 4   | Trần Tuấn Anh (1964-)        | Quảng Ngãi     |                                                                                              | Thứ trưởng Bộ Công thương Phó Trưởng ban Kinh tế Trung ương                         |                                                      | Bộ trưởng Bộ Công thương                                                            | 04/2016-1/2021           |                          |
| 4   | Trần Tuấn Anh (1964-)        | Quảng Ngãi     | Phó Trưởng ban Kinh tế Trung ương                                                            | Thứ trưởng Bộ Công thương Phó Trưởng ban Kinh tế Trung ương                         | 05/2015-1/2021                                       |                                                                                     |                          |                          |
| 5   | Hà Ban (1957-)               | Quảng Nam      |                                                                                              | Phó Trưởng ban Tổ chức Trung ương                                                   |                                                      | Phó Trưởng ban Tổ chức Trung ương                                                   | 02/2015-1/2021           |                          |
| 6   | Nguyễn Hòa Bình (1958-)      | Quảng Ngãi     |                                                                                              | Viện trưởng Viện Kiểm sát Nhân dân Tối cao                                          |                                                      | Chánh án Tòa án Nhân dân tối cao                                                    | 04/2016-1/2021           |                          |
| 8   | Dương Thanh Bình (1961-)     | Cà Mau         |                                                                                              | Bí thư Tỉnh ủy Cà Mau                                                               |                                                      | Trưởng ban Dân nguyện Quốc hội                                                      | 06/2020-1/2021           |                          |
| 9   | Nguyễn Thanh Bình (1957-)    | Hà Tĩnh        |                                                                                              | Phó Trưởng ban Tổ chức Trung ương                                                   |                                                      | Phó Trưởng ban Thường trực Ban Tổ chức Trung ương                                   | 02/2015-1/2021           |                          |
| 10  | Phan Thanh Bình (1960-)      | An Giang       |                                                                                              | Giám đốc Đại học Quốc gia Thành phố Hồ Chí Minh                                     |                                                      | Giám đốc Đại học Quốc gia Thành phố Hồ Chí Minh                                     | 01/2007-10/2016          |                          |
| 10  | Phan Thanh Bình (1960-)      | An Giang       | Chủ nhiệm Ủy ban Văn hóa, Giáo dục, Thanh thiếu niên và nhi đồng Quốc hội                    | Giám đốc Đại học Quốc gia Thành phố Hồ Chí Minh                                     | 07/2016-1/2021                                       |                                                                                     |                          |                          |
| 11  | Nguyễn Văn Bình (1961-)      | Phú Thọ        |                                                                                              | Thống đốc Ngân hàng Nhà nước                                                        |                                                      | Trưởng ban Kinh tế Trung ương                                                       | 04/2016-1/2021           | Kỉ luật cảnh cáo         |
| 11  | Nguyễn Văn Bình (1961-)      | Phú Thọ        |                                                                                              | Thống đốc Ngân hàng Nhà nước                                                        |                                                      | Trưởng ban Kinh tế Trung ương                                                       | 04/2016-1/2021           | Kỉ luật cảnh cáo         |
| 12  | Bùi Minh Châu (1961-)        | Phú Thọ        |                                                                                              | Phó Bí thư Tỉnh ủy Chủ tịch Ủy ban Nhân dân tỉnh Phú Thọ                            |                                                      | Bí thư Tỉnh ủy Chủ tịch Hội đồng Nhân dân tỉnh Phú Thọ                              | 12/2018-1/2021           |                          |
| 13  | Lê Chiêm (1958-)             | Quảng Nam      |                                                                                              | Trung tướng, Thứ trưởng Bộ Quốc phòng                                               |                                                      | Thượng tướng, Thứ trưởng Bộ Quốc phòng                                              | 10/2015-1/2021           |                          |
| 14  | Hà Ngọc Chiến (1957-)        | Cao Bằng       |                                                                                              | Phó Chủ tịch Hội đồng Dân tộc của Quốc hội                                          |                                                      | Chủ tịch Hội đồng Dân tộc Quốc hội                                                  | 04/2016-1/2021           |                          |
| 15  | Nguyễn Nhân Chiến (1960-)    | Bắc Ninh       |                                                                                              | Bí thư Tỉnh ủy Chủ tịch Hội đồng Nhân dân tỉnh Bắc Ninh                             |                                                      | Bí thư Tỉnh ủy Bắc Ninh                                                             | 09/2015-09/2020          |                          |
| 16  | Đỗ Văn Chiến (1962)          | Tuyên Quang    |                                                                                              | Thứ trưởng, Phó Chủ nhiệm Ủy ban Dân tộc                                            |                                                      | Bộ trưởng, Chủ nhiệm Ủy ban Dân tộc                                                 | 04/2016-1/2021           |                          |
| 17  | Trịnh Văn Chiến (1960-)      | Thanh Hóa      |                                                                                              | Bí thư Tỉnh ủy Chủ tịch Hội đồng Nhân dân tỉnh Thanh Hóa                            |                                                      | Bí thư Tỉnh ủy Chủ tịch Hội đồng Nhân dân tỉnh Thanh Hóa                            | 11/2014-10/2020          |                          |
| 18  | Hoàng Xuân Chiến (1961-)     | Hưng Yên       |                                                                                              | Thiếu tướng, Tư lệnh Bộ đội Biên phòng                                              |                                                      | Thượng tướng, Thứ trưởng Bộ Quốc phòng                                              | 07/2020-1/2021           |                          |
| 19  | Phạm Minh Chính (1958-)      | Thanh Hóa      |                                                                                              | Phó Trưởng ban Tổ chức Trung ương                                                   |                                                      | Trưởng ban Tổ chức Trung ương                                                       | 02/2016-1/2021           |                          |
| 19  | Phạm Minh Chính (1958-)      | Thanh Hóa      |                                                                                              | Phó Trưởng ban Tổ chức Trung ương                                                   |                                                      | Trưởng ban Tổ chức Trung ương                                                       | 02/2016-1/2021           |                          |
| 20  | Mai Văn Chính (1961-)        | Long An        |                                                                                              | Phó Trưởng ban Tổ chức Trung ương                                                   |                                                      | Phó Trưởng ban Tổ chức Trung ương                                                   | 04/2015-1/2021           |                          |
| 21  | Lê Viết Chữ (1963-)          | Quảng Ngãi     |                                                                                              | Bí thư Tỉnh ủy Chủ tịch Hội đồng Nhân dân tỉnh Quảng Ngãi                           |                                                      | Bí thư Tỉnh ủy Quảng Ngãi                                                           | 10/2015-07/2020          | Kỉ luật cảnh cáo         |
| 22  | Nguyễn Tân Cương (1966-)     | Hà Nam         |                                                                                              | Thiếu tướng, Tư lệnh Quân khu 4                                                     |                                                      | Trung tướng, Phó Tổng Tham mưu trưởng QĐND Việt Nam                                 | 11/2018-12/2019          |                          |
| 22  | Nguyễn Tân Cương (1966-)     | Hà Nam         | Thượng tướng, Thứ trưởng Bộ Quốc phòng                                                       | Thiếu tướng, Tư lệnh Quân khu 4                                                     | 01/2020-1/2021                                       |                                                                                     |                          |                          |
| 23  | Lương Cường (1957-)          | Phú Thọ        |                                                                                              | Thượng tướng, Phó Chủ nhiệm Tổng cục Chính trị                                      |                                                      | Đại tướng, Chủ nhiệm Tổng cục Chính trị                                             | 04/2016-1/2021           |                          |
| 24  | Nguyễn Phú Cường (1967-)     | Bình Dương     |                                                                                              | Bí thư Tỉnh ủy Đồng Nai                                                             |                                                      | Bí thư Tỉnh ủy Chủ tịch Hội đồng Nhân dân tỉnh Đồng Nai                             | 09/2015-1/2021           |                          |
| 25  | Trần Quốc Cường (1961-)      | Nam Định       |                                                                                              | Phó Bí thư Tỉnh ủy Đắk Lắk                                                          |                                                      | Phó Trưởng ban Nội chính Trung ương                                                 | 07/2019-1/2021           | Kỉ luật cảnh cáo         |
| 26  | Bùi Văn Cường (1965-)        | Hải Dương      |                                                                                              | Bí thư Đảng ủy Khối doanh nghiệp Trung ương                                         |                                                      | Chủ tịch Tổng Liên đoàn Lao động Việt Nam                                           | 04/2016-07/2019          |                          |
| 26  | Bùi Văn Cường (1965-)        | Hải Dương      | Bí thư Tỉnh ủy Đắk Lắk                                                                       | Bí thư Đảng ủy Khối doanh nghiệp Trung ương                                         | 08/2019-1/2021                                       |                                                                                     |                          |                          |
| 27  | Phan Việt Cường (1963-)      | Quảng Nam      |                                                                                              | Phó Bí thư Thường trực Tỉnh ủy Quảng Nam                                            |                                                      | Bí thư Tỉnh ủy Chủ tịch Hội đồng nhân dân tỉnh Quảng Nam                            | 01/2019-1/2021           |                          |
| 28  | Nguyễn Xuân Cường (1959-)    | Hà Nội         |                                                                                              | Thứ trưởng Bộ Nông nghiệp và Phát triển nông thôn                                   |                                                      | Bộ trưởng Bộ Nông nghiệp và Phát triển nông thôn                                    | 07/2016-1/2021           |                          |
| 29  | Nguyễn Văn Danh (1962-)      | Tiền Giang     |                                                                                              | Bí thư Tỉnh ủy Chủ tịch Hội đồng Nhân dân tỉnh Tiền Giang                           |                                                      | Bí thư Tỉnh ủy Chủ tịch Hội đồng Nhân dân tỉnh Tiền Giang                           | 10/2015-1/2021           |                          |
| 30  | Nguyễn Hồng Diên (1965-)     | Thái Bình      |                                                                                              | Phó Bí thư Tỉnh ủy Chủ tịch Ủy ban Nhân dân tỉnh Thái Bình                          |                                                      | Bí thư Tỉnh ủy Chủ tịch Hội đồng Nhân dân tỉnh Thái Bình                            | 05/2018-05/2020          |                          |
| 30  | Nguyễn Hồng Diên (1965-)     | Thái Bình      | Phó Trưởng ban Tuyên giáo Trung ương                                                         | Phó Bí thư Tỉnh ủy Chủ tịch Ủy ban Nhân dân tỉnh Thái Bình                          | 05/2020-1/2021                                       |                                                                                     |                          |                          |
| 31  | Lê Diễn (1960-)              | Bình Định      |                                                                                              | Bí thư Tỉnh ủy Đắk Nông                                                             |                                                      | Bí thư Tỉnh ủy Chủ tịch Hội đồng Nhân dân tỉnh Đắk Nông                             | 06/2016-10/2020          |                          |
| 32  | Nguyễn Văn Du (1960-)        | Bắc Kạn        |                                                                                              | Bí thư Tỉnh ủy Chủ tịch Hội đồng Nhân dân tỉnh Bắc Kạn                              |                                                      | Bí thư Tỉnh ủy Chủ tịch Hội đồng Nhân dân tỉnh Bắc Kạn                              | 04/2015-10/2020          |                          |
| 33  | Đào Ngọc Dung (1962-)        | Hà Nam         |                                                                                              | Bí thư Đảng uỷ khối cơ quan Trung ương                                              |                                                      | Bộ trưởng Bộ Lao động - Thương binh và Xã hội                                       | 04/2016-1/2021           |                          |
| 34  | Nguyễn Chí Dũng (1960-)      | Hà Tĩnh        |                                                                                              | Thứ trưởng Bộ Kế hoạch và Đầu tư                                                    |                                                      | Bộ trưởng Bộ Kế hoạch và Đầu tư                                                     | 04/2016-1/2021           |                          |
| 35  | Trịnh Đình Dũng (1956-)      | Hà Nội         |                                                                                              | Bộ trưởng Bộ Xây dựng                                                               |                                                      | Phó Thủ tướng Chính phủ                                                             | 04/2016-1/2021           |                          |
| 36  | Đinh Tiến Dũng (1961-)       | Ninh Bình      |                                                                                              | Bộ trưởng Bộ Tài chính                                                              |                                                      | Bộ trưởng Bộ Tài chính                                                              | 05/2013-1/2021           |                          |
| 37  | Mai Tiến Dũng (1959-)        | Hà Nam         |                                                                                              | Bí thư Tỉnh ủy Hà Nam                                                               |                                                      | Bộ trưởng, Chủ nhiệm Văn phòng Chính phủ                                            | 04/2016-1/2021           |                          |
| 38  | Trần Trí Dũng (1959-)        | Trà Vinh       |                                                                                              | Bí thư Tỉnh ủy Trà Vinh                                                             |                                                      | Bí thư Tỉnh ủy Chủ tịch Hội đồng Nhân dân tỉnh Trà Vinh                             | 10/2010-10/2020          |                          |
| 39  | Võ Văn Dũng (1960-)          | Bạc Liêu       |                                                                                              | Phó Trưởng ban Nội chính Trung ương                                                 |                                                      | Phó Trưởng ban Thường trực Ban Nội chính Trung ương                                 | 10/2015-1/2021           |                          |
| 40  | Phan Xuân Dũng (1960-)       | Hà Tĩnh        |                                                                                              | Chủ nhiệm Ủy ban Khoa học, Công nghệ và Môi trường Quốc hội                         |                                                      | Chủ nhiệm Ủy ban Khoa học, Công nghệ và Môi trường Quốc hội                         | 07/2011-1/2021           |                          |
| 41  | Nguyễn Quang Dương (1962-)   | Hà Nội         |                                                                                              | Phó Bí thư Thường trực Đảng ủy khối doanh nghiệp Trung ương                         |                                                      | Bí thư Đảng ủy Khối các cơ quan Trung ương                                          | 04/2016-12/2017          |                          |
| 41  | Nguyễn Quang Dương (1962-)   | Hà Nội         | Bí thư Tỉnh ủy Bạc Liêu                                                                      | Phó Bí thư Thường trực Đảng ủy khối doanh nghiệp Trung ương                         | 11/2017-07/2020                                      |                                                                                     |                          |                          |
| 41  | Nguyễn Quang Dương (1962-)   | Hà Nội         | Phó Trưởng ban Tổ chức Trung ương                                                            | Phó Bí thư Thường trực Đảng ủy khối doanh nghiệp Trung ương                         | 07/2020-1/2021                                       |                                                                                     |                          |                          |
| 42  | Vũ Đức Đam (1963-)           | Hải Dương      |                                                                                              | Phó Thủ tướng Chính phủ                                                             |                                                      | Phó Thủ tướng Chính phủ                                                             | 11/2013-1/2021           |                          |
| 43  | Huỳnh Thành Đạt (1962-)      | Bến Tre        |                                                                                              | Phó Giám đốc Thường trực Đại học Quốc gia Thành phố Hồ Chí Minh                     |                                                      | Bí thư Đảng ủy, Giám đốc Đại học Quốc gia Thành phố Hồ Chí Minh                     | 01/2017-10/2020          |                          |
| 43  | Huỳnh Thành Đạt (1962-)      | Bến Tre        | Bộ trưởng Bộ Khoa học và Công nghệ                                                           | Phó Giám đốc Thường trực Đại học Quốc gia Thành phố Hồ Chí Minh                     | 11/2020-1/2021                                       |                                                                                     |                          |                          |
| 44  | Nguyễn Khắc Định (1964-)     | Thái Bình      |                                                                                              | Phó Chủ nhiệm Văn phòng Chính phủ                                                   |                                                      | Phó Chủ nhiệm Văn phòng Chính phủ                                                   | 09/2011-07/2016          |                          |
| 44  | Nguyễn Khắc Định (1964-)     | Thái Bình      | Chủ nhiệm Ủy ban Pháp luật Quốc hội                                                          | Phó Chủ nhiệm Văn phòng Chính phủ                                                   | 07/2016-11/2019                                      |                                                                                     |                          |                          |
| 44  | Nguyễn Khắc Định (1964-)     | Thái Bình      | Bí thư Tỉnh ủy Khánh Hòa                                                                     | Phó Chủ nhiệm Văn phòng Chính phủ                                                   | 11/2019-1/2021                                       |                                                                                     |                          |                          |
| 45  | Trần Đơn (1958-)             | Long An        |                                                                                              | Trung tướng, Thứ trưởng Bộ Quốc phòng                                               |                                                      | Thượng tướng, Thứ trưởng Bộ Quốc phòng                                              | 10/2015-1/2021           |                          |
| 46  | Phan Văn Giang (1960-)       | Thái Nguyên    |                                                                                              | Trung tướng, Tư lệnh Quân khu 1                                                     |                                                      | Thượng tướng, Thứ trưởng Bộ Quốc phòng Tổng Tham mưu trưởng QĐND Việt Nam           | 05/2016-1/2021           |                          |
| 47  | Nguyễn Văn Giàu (1958-)      | An Giang       |                                                                                              | Chủ nhiệm Ủy ban Kinh tế Quốc hội                                                   |                                                      | Chủ nhiệm Ủy ban Kinh tế Quốc hội                                                   | 08/2011-07/2016          |                          |
| 47  | Nguyễn Văn Giàu (1958-)      | An Giang       | Chủ nhiệm Ủy ban Đối ngoại Quốc hội                                                          | Chủ nhiệm Ủy ban Kinh tế Quốc hội                                                   | 07/2016-1/2021                                       |                                                                                     |                          |                          |
| 48  | Phạm Hồng Hà (1958-)         | Nam Định       |                                                                                              | Thứ trưởng Bộ Xây dựng                                                              |                                                      | Bộ trưởng Bộ Xây dựng                                                               | 04/2016-1/2021           |                          |
| 49  | Trần Hồng Hà (1963-)         | Hà Tĩnh        |                                                                                              | Thứ trưởng Bộ Tài nguyên và Môi trường                                              |                                                      | Bộ trưởng Bộ Tài nguyên và Môi trường                                               | 04/2016-1/2021           |                          |
| 50  | Nguyễn Thị Thu Hà (1970-)    | Ninh Bình      |                                                                                              | Phó Chủ tịch Hội Liên hiệp Phụ nữ Việt Nam                                          |                                                      | Chủ tịch Hội Liên hiệp Phụ nữ Việt Nam                                              | 04/2016-04/2020          |                          |
| 50  | Nguyễn Thị Thu Hà (1970-)    | Ninh Bình      | Bí thư Tỉnh ủy Ninh Bình                                                                     | Phó Chủ tịch Hội Liên hiệp Phụ nữ Việt Nam                                          | 04/2020-1/2021                                       |                                                                                     |                          |                          |
| 51  | Nguyễn Đức Hải (1961-)       | Quảng Nam      |                                                                                              | Phó Chủ nhiệm Ủy ban Kiểm tra Trung ương                                            |                                                      | Chủ nhiệm Ủy ban Tài chính - Ngân sách Quốc hội                                     | 04/2016-1/2021           |                          |
| 52  | Nguyễn Thanh Hải (1970-)     | Hà Nội         |                                                                                              | Phó Chủ nhiệm Văn phòng Quốc hội                                                    |                                                      | Chủ nhiệm Ủy ban Văn hóa, Giáo dục, Thanh thiếu niên và nhi đồng Quốc hội           | 04/2016-07/2016          |                          |
| 52  | Nguyễn Thanh Hải (1970-)     | Hà Nội         | Trưởng ban Dân nguyện Quốc hội                                                               | Phó Chủ nhiệm Văn phòng Quốc hội                                                    | 07/2016-06/2020                                      |                                                                                     |                          |                          |
| 52  | Nguyễn Thanh Hải (1970-)     | Hà Nội         | Bí thư Tỉnh ủy Thái Nguyên                                                                   | Phó Chủ nhiệm Văn phòng Quốc hội                                                    | 05/2020-1/2021                                       |                                                                                     |                          |                          |
| 53  | Hoàng Trung Hải (1959-)      | Thái Bình      |                                                                                              | Phó Thủ tướng Chính phủ                                                             |                                                      | Phó Thủ tướng Chính phủ                                                             | 08/2007-04/2016          | Kỉ luật cảnh cáo         |
| 53  | Hoàng Trung Hải (1959-)      | Thái Bình      | Bí thư Thành ủy Hà Nội                                                                       | Phó Thủ tướng Chính phủ                                                             | 02/2016-1/2021                                       |                                                                                     |                          | Kỉ luật cảnh cáo         |
| 53  | Hoàng Trung Hải (1959-)      | Thái Bình      | Phó Trưởng Tiểu ban Văn kiện Đại hội XIII của Đảng                                           | Phó Thủ tướng Chính phủ                                                             | 02/2020-1/2021                                       |                                                                                     |                          | Kỉ luật cảnh cáo         |
| 54  | Bùi Văn Hải (1960-)          | Bắc Giang      |                                                                                              | Bí thư Tỉnh ủy Chủ tịch Hội đồng Nhân dân tỉnh Bắc Giang                            |                                                      | Bí thư Tỉnh ủy Chủ tịch Hội đồng Nhân dân tỉnh Bắc Giang                            | 02/2015-10/2020          |                          |
| 55  | Ngô Thị Thanh Hằng (1960-)   | Nam Định       |                                                                                              | Phó Bí thư Thường trực Thành ủy Hà Nội                                              |                                                      | Phó Bí thư Thường trực Thành ủy Hà Nội                                              | 02/2015-1/2021           |                          |
| 56  | Nguyễn Mạnh Hiển (1960-)     | Hải Dương      |                                                                                              | Bí thư Tỉnh ủy Chủ tịch Hội đồng Nhân dân tỉnh Hải Dương                            |                                                      | Bí thư Tỉnh ủy Chủ tịch Hội đồng Nhân dân tỉnh Hải Dương                            | 10/2015-10/2020          |                          |
| 57  | Phùng Quốc Hiển (1958-)      | Phú Thọ        |                                                                                              | Chủ nhiệm Ủy ban Tài chính - Ngân sách Quốc hội                                     |                                                      | Phó Chủ tịch Quốc hội                                                               | 04/2016-1/2021           |                          |
| 58  | Bùi Thị Minh Hoài (1965-)    | Hà Nam         |                                                                                              | Phó Chủ nhiệm Ủy ban Kiểm tra Trung ương                                            |                                                      | Phó Chủ nhiệm Thường trực Ủy ban Kiểm tra Trung ương                                | 06/2018-1/2021           |                          |
| 59  | Lê Minh Hoan (1961-)         | Đồng Tháp      |                                                                                              | Bí thư Tỉnh ủy Đồng Tháp                                                            |                                                      | Thứ trưởng Bộ Nông nghiệp và Phát triển nông thôn                                   | 09/2020-1/2021           |                          |
| 60  | Vương Đình Huệ (1957-)       | Nghệ An        |                                                                                              | Trưởng ban Kinh tế Trung ương                                                       |                                                      | Phó Thủ tướng Chính phủ                                                             | 04/2016-1/2021           |                          |
| 60  | Vương Đình Huệ (1957-)       | Nghệ An        | Bí thư Thành ủy Hà Nội                                                                       | Trưởng ban Kinh tế Trung ương                                                       | 02/2020-1/2021                                       |                                                                                     |                          |                          |
| 61  | Nguyễn Mạnh Hùng (1962-)     | Bắc Ninh       |                                                                                              | Thiếu tướng, Tổng Giám đốc Tập đoàn Viễn thông Quân đội                             |                                                      | Thiếu tướng, Chủ tịch kiêm Tổng Giám đốc Tập đoàn Công nghiệp - Viễn thông quân đội | 06/2018-07/2018          |                          |
| 61  | Nguyễn Mạnh Hùng (1962-)     | Bắc Ninh       | Thiếu tướng, Bộ trưởng Bộ Thông tin - Truyền thông kiêm Phó Trưởng Ban Tuyên giáo Trung ương | Thiếu tướng, Tổng Giám đốc Tập đoàn Viễn thông Quân đội                             | 07/2018-1/2021                                       |                                                                                     |                          |                          |
| 62  | Nguyễn Mạnh Hùng (1960-)     | Hà Tĩnh        |                                                                                              | Bí thư Tỉnh ủy Bình Thuận                                                           |                                                      | Bí thư Tỉnh ủy Chủ tịch Hội đồng Nhân dân tỉnh Bình Thuận                           | 06/2016-1/2021           |                          |
| 63  | Lữ Văn Hùng (1963-)          | Hậu Giang      |                                                                                              | Phó Bí thư Tỉnh ủy Chủ tịch Ủy ban Nhân dân tỉnh Hậu Giang                          |                                                      | Bí thư Tỉnh ủy Hậu Giang                                                            | 01/2018-07/2020          |                          |
| 63  | Lữ Văn Hùng (1963-)          | Hậu Giang      | Bí thư Tỉnh ủy Bạc Liêu                                                                      | Phó Bí thư Tỉnh ủy Chủ tịch Ủy ban Nhân dân tỉnh Hậu Giang                          | 07/2020-1/2021                                       |                                                                                     |                          |                          |
| 64  | Nguyễn Văn Hùng (1964-)      | Quảng Nam      |                                                                                              | Bí thư Tỉnh ủy Chủ tịch Hội đồng Nhân dân tỉnh Kon Tum                              |                                                      | Phó Chủ nhiệm Ủy ban Kiểm tra Trung ương                                            | 05/2020-1/2021           |                          |
| 65  | Nguyễn Văn Hùng (1961-)      | Quảng Trị      |                                                                                              | Bí thư Tỉnh ủy Chủ tịch Hội đồng Nhân dân tỉnh Quảng Trị                            |                                                      | Thứ trưởng Bộ Văn hóa, Thể thao và Du lịch                                          | 07/2020-1/2021           |                          |
| 66  | Đinh Thế Huynh (1953-)       | Nam Định       |                                                                                              | Trưởng ban Tuyên giáo Trung ương                                                    |                                                      | Thường trực Ban Bí thư                                                              | 02/2016-03/2018          | Nghỉ chữa bệnh           |
| 66  | Đinh Thế Huynh (1953-)       | Nam Định       |                                                                                              | Trưởng ban Tuyên giáo Trung ương                                                    |                                                      | Trưởng ban Tuyên giáo Trung ương                                                    | 02/2011-02/2016          | Nghỉ chữa bệnh           |
| 67  | Lê Minh Hưng (1970-)         | Hà Tĩnh        |                                                                                              | Phó Chánh Văn phòng Trung ương Đảng                                                 |                                                      | Thống đốc Ngân hàng Nhà nước                                                        | 04/2016-10/2020          |                          |
| 67  | Lê Minh Hưng (1970-)         | Hà Tĩnh        | Chánh Văn phòng Trung ương Đảng                                                              | Phó Chánh Văn phòng Trung ương Đảng                                                 | 10/2020-1/2021                                       |                                                                                     |                          |                          |
| 68  | Thuận Hữu (1958-)            | Hà Tĩnh        |                                                                                              | Tổng Biên tập báo Nhân dân                                                          |                                                      | Tổng Biên tập báo Nhân dân Phó Trưởng ban Tuyên giáo Trung ương                     | 02/2011-1/2021           |                          |
| 69  | Lê Minh Khái (1964-)         | Bạc Liêu       |                                                                                              | Bí thư Tỉnh ủy Bạc Liêu                                                             |                                                      | Bí thư Tỉnh ủy Bạc Liêu                                                             | 10/2015-10/2017          |                          |
| 69  | Lê Minh Khái (1964-)         | Bạc Liêu       | Tổng Thanh tra Chính phủ                                                                     | Bí thư Tỉnh ủy Bạc Liêu                                                             | 10/2017-1/2021                                       |                                                                                     |                          |                          |
| 70  | Nguyễn Đình Khang (1967-)    | Bắc Giang      |                                                                                              | Phó Bí thư Tỉnh ủy Hà Giang                                                         |                                                      | Bí thư Tỉnh ủy Hà Nam                                                               | 04/2016-07/2019          |                          |
| 70  | Nguyễn Đình Khang (1967-)    | Bắc Giang      | Chủ tịch Tổng Liên đoàn Lao động Việt Nam                                                    | Phó Bí thư Tỉnh ủy Hà Giang                                                         | 08/2019-1/2021                                       |                                                                                     |                          |                          |
| 71  | Trần Việt Khoa (1965-)       | Vĩnh Phúc      |                                                                                              | Thiếu tướng, Phó Giám đốc Học viện Quốc phòng                                       |                                                      | Trung tướng, Giám đốc Học viện Quốc phòng                                           | 04/2016-1/2021           |                          |
| 72  | Điểu K'Ré (1968-)            | Đắk Nông       |                                                                                              | Phó Bí thư Tỉnh ủy Chủ tịch Hội đồng Nhân dân tỉnh Đắk Nông                         |                                                      | Phó Trưởng ban Thường trực Ban Chỉ đạo Tây Nguyên                                   | 07/2016-12/2017          |                          |
| 72  | Điểu K'Ré (1968-)            | Đắk Nông       | Phó Trưởng ban Thường trực Ban Dân vận Trung ương                                            | Phó Bí thư Tỉnh ủy Chủ tịch Hội đồng Nhân dân tỉnh Đắk Nông                         | 01/2018-1/2021                                       |                                                                                     |                          |                          |
| 73  | Nguyễn Thế Kỷ (1960-)        | Nghệ An        |                                                                                              | Phó Trưởng ban Tuyên giáo Trung ương                                                |                                                      | Tổng Giám đốc Đài Tiếng nói Việt Nam                                                | 03/2016-1/2021           |                          |
| 74  | Hoàng Thị Thúy Lan (1966-)   | Vĩnh Phúc      |                                                                                              | Bí thư Tỉnh ủy Chủ tịch Hội đồng Nhân dân tỉnh Vĩnh Phúc                            |                                                      | Bí thư Tỉnh ủy Vĩnh Phúc                                                            | 02/2015-1/2021           |                          |
| 75  | Tô Lâm (1957-)               | Hưng Yên       |                                                                                              | Thượng tướng, Thứ trưởng Bộ Công an                                                 |                                                      | Đại tướng, Bộ trưởng Bộ Công an                                                     | 04/2016-1/2021           |                          |
| 76  | Chẩu Văn Lâm (1967-)         | Tuyên Quang    |                                                                                              | Bí thư Tỉnh ủy Chủ tịch Hội đồng Nhân dân tỉnh Tuyên Quang                          |                                                      | Bí thư Tỉnh ủy Tuyên Quang                                                          | 03/2015-1/2021           |                          |
| 77  | Hầu A Lềnh (1973-)           | Lào Cai        |                                                                                              | Phó Trưởng ban Chỉ đạo Tây Bắc                                                      |                                                      | Phó Trưởng ban Thường trực Ban Chỉ đạo Tây Bắc                                      | 03/2016-12/2017          |                          |
| 77  | Hầu A Lềnh (1973-)           | Lào Cai        | Phó Chủ tịch kiêm Tổng Thư ký Ủy ban Trung ương Mặt trận Tổ quốc Việt Nam                    | Phó Trưởng ban Chỉ đạo Tây Bắc                                                      | 01/2018-1/2021                                       |                                                                                     |                          |                          |
| 78  | Ngô Xuân Lịch (1954-)        | Hà Nam         |                                                                                              | Đại tướng, Chủ nhiệm Tổng cục Chính trị                                             |                                                      | Đại tướng, Bộ trưởng Bộ Quốc phòng                                                  | 04/2016-1/2021           |                          |
| 79  | Nguyễn Hồng Lĩnh (1964-)     | Long An        |                                                                                              | Bí thư Tỉnh ủy Bà Rịa – Vũng Tàu Chủ tịch Hội đồng Nhân dân tỉnh                    |                                                      | Phó Trưởng ban Dân vận trung ương                                                   | 08/2020-1/2021           |                          |
| 80  | Lê Thành Long (1963-)        | Thanh Hóa      |                                                                                              | Thứ trưởng Bộ Tư pháp                                                               |                                                      | Bộ trưởng Bộ Tư pháp                                                                | 04/2016-1/2021           |                          |
| 81  | Nguyễn Đức Lợi (1960-)       | Quảng Trị      |                                                                                              | Tổng Giám đốc Thông tấn xã Việt Nam                                                 |                                                      | Tổng Giám đốc Thông tấn xã Việt Nam                                                 | 10/2011-1/2021           |                          |
| 82  | Nguyễn Văn Lợi (1961-)       | TP.HCM         |                                                                                              | Bí thư Tỉnh ủy Bình Phước                                                           |                                                      | Bí thư Tỉnh ủy Bình Phước                                                           | 10/2015-1/2021           |                          |
| 83  | Võ Minh Lương (1963-)        | Quảng Bình     |                                                                                              | Trung tướng, Tư lệnh Quân khu 7                                                     |                                                      | Thượng tướng, Thứ trưởng Bộ Quốc phòng                                              | 10/2020-1/2021           |                          |
| 84  | Uông Chu Lưu (1955-)         | Hà Tĩnh        |                                                                                              | Phó Chủ tịch Quốc hội                                                               |                                                      | Phó Chủ tịch Quốc hội                                                               | 07/2007-1/2021           |                          |
| 86  | Lê Trường Lưu (1963-)        | Thừa Thiên Huế |                                                                                              | Bí thư Tỉnh ủy Thừa Thiên Huế Chủ tịch Hội đồng Nhân dân tỉnh                       |                                                      | Bí thư Tỉnh ủy Thừa Thiên Huế Chủ tịch Hội đồng Nhân dân tỉnh                       | 09/2015-1/2021           |                          |
| 87  | Trương Thị Mai (1958-)       | Quảng Bình     |                                                                                              | Chủ nhiệm Ủy ban Các vấn đề xã hội Quốc hội                                         |                                                      | Trưởng ban Dân vận Trung ương                                                       | 02/2016-1/2021           | Kỉ luật khiển trách      |
| 87  | Trương Thị Mai (1958-)       | Quảng Bình     |                                                                                              | Chủ nhiệm Ủy ban Các vấn đề xã hội Quốc hội                                         | Chủ nhiệm Ủy ban Các vấn đề xã hội Quốc hội          | 07/2007-04/2016                                                                     |                          | Kỉ luật khiển trách      |
| 88  | Phan Văn Mãi (1973-)         | Bến Tre        |                                                                                              | Phó Bí thư Thường trực Tỉnh ủy Bến Tre                                              |                                                      | Bí thư Tỉnh ủy Chủ tịch Hội đồng nhân dân tỉnh Bến Tre                              | 07/2019-1/2021           |                          |
| 89  | Trần Thanh Mẫn (1962-)       | Hậu Giang      |                                                                                              | Phó Chủ tịch Ủy ban Trung ương Mặt trận Tổ quốc Việt Nam                            |                                                      | Phó Chủ tịch kiêm Tổng thư ký Ủy ban Trung ương Mặt trận Tổ quốc Việt Nam           | 04/2016-06/2017          |                          |
| 89  | Trần Thanh Mẫn (1962-)       | Hậu Giang      |                                                                                              | Phó Chủ tịch Ủy ban Trung ương Mặt trận Tổ quốc Việt Nam                            | Chủ tịch Ủy ban Trung ương Mặt trận Tổ quốc Việt Nam | 06/2017-1/2021                                                                      |                          |                          |
| 90  | Phạm Bình Minh (1959-)       | Nam Định       |                                                                                              | Phó Thủ tướng Chính phủ Bộ trưởng Bộ Ngoại giao                                     |                                                      | Phó Thủ tướng Chính phủ Bộ trưởng Bộ Ngoại giao                                     | 11/2013-1/2021           |                          |
| 91  | Trần Bình Minh (1958-)       | Hải Dương      |                                                                                              | Tổng Giám đốc Đài Truyền hình Việt Nam                                              |                                                      | Tổng Giám đốc Đài Truyền hình Việt Nam                                              | 05/2011-1/2021           |                          |
| 92  | Châu Văn Minh (1961-)        | Thừa Thiên-Huế |                                                                                              | Chủ tịch Viện Hàn lâm Khoa học và Công nghệ Việt Nam                                |                                                      | Chủ tịch Viện Hàn lâm Khoa học và Công nghệ Việt Nam                                | 03/2013-1/2021           |                          |
| 93  | Lại Xuân Môn (1963-)         | Nam Định       |                                                                                              | Phó Chủ tịch Thường trực Hội Nông dân Việt Nam                                      |                                                      | Chủ tịch Hội Nông dân Việt Nam                                                      | 04/2016-12/2017          |                          |
| 93  | Lại Xuân Môn (1963-)         | Nam Định       | Bí thư Tỉnh ủy Cao Bằng                                                                      | Phó Chủ tịch Thường trực Hội Nông dân Việt Nam                                      | 12/2017-1/2021                                       |                                                                                     |                          |                          |
| 94  | Giàng Páo Mỷ (1963-)         | Lai Châu       |                                                                                              | Phó Bí thư Thường trực Tỉnh ủy Chủ tịch Hội đồng Nhân dân tỉnh Lai Châu             |                                                      | Bí thư Tỉnh ủy Lai Châu                                                             | 09/2018-1/2021           |                          |
| 95  | Phạm Hoài Nam (1967-)        | Bình Định      |                                                                                              | Chuẩn đô đốc, Tư lệnh Quân chủng Hải quân                                           |                                                      | Phó đô đốc, Thứ trưởng Bộ Quốc phòng                                                | 07/2020-1/2021           |                          |
| 96  | Nguyễn Phương Nam (1957-)    | Cà Mau         |                                                                                              | Trung tướng, Phó Tổng Tham mưu trưởng Quân đội nhân dân Việt Nam                    |                                                      | Thượng tướng, Phó Tổng Tham mưu trưởng Quân đội nhân dân Việt Nam                   | 10/2015-1/2021           |                          |
| 97  | Bùi Văn Nam (1955-)          | Nam Định       |                                                                                              | Thượng tướng, Thứ trưởng Bộ Công an                                                 |                                                      | Thượng tướng, Thứ trưởng Bộ Công an                                                 | 08/2013-1/2021           |                          |
| 98  | Trần Văn Nam (1963-)         | Bình Dương     |                                                                                              | Bí thư Tỉnh ủy Bình Dương                                                           |                                                      | Bí thư Tỉnh ủy Bình Dương                                                           | 10/2015-1/2021           |                          |
| 99  | Nguyễn Văn Nên (1957-)       | Tây Ninh       |                                                                                              | Bộ trưởng, Chủ nhiệm Văn phòng Chính phủ                                            |                                                      | Bộ trưởng, Chủ nhiệm Văn phòng Chính phủ                                            | 08/2011-04/2016          |                          |
| 99  | Nguyễn Văn Nên (1957-)       | Tây Ninh       | Chánh Văn phòng Trung ương Đảng                                                              | Bộ trưởng, Chủ nhiệm Văn phòng Chính phủ                                            | 02/2016-10/2020                                      |                                                                                     |                          |                          |
| 99  | Nguyễn Văn Nên (1957-)       | Tây Ninh       | Bí thư Thành ủy Thành phố Hồ Chí Minh                                                        | Bộ trưởng, Chủ nhiệm Văn phòng Chính phủ                                            | 10/2020-1/2021                                       |                                                                                     |                          |                          |
| 100 | Lê Thị Nga (1964-)           | Hà Tĩnh        |                                                                                              | Phó Chủ nhiệm Ủy ban Tư pháp của Quốc hội                                           |                                                      | Chủ nhiệm Ủy ban Tư pháp của Quốc hội                                               | 04/2016-1/2021           |                          |
| 101 | Nguyễn Thị Kim Ngân (1954-)  | Bến Tre        |                                                                                              | Phó Chủ tịch Quốc hội                                                               |                                                      | Chủ tịch Quốc hội                                                                   | 03/2016-1/2021           |                          |
| 101 | Nguyễn Thị Kim Ngân (1954-)  | Bến Tre        |                                                                                              | Phó Chủ tịch Quốc hội                                                               |                                                      | Chủ tịch Quốc hội                                                                   | 03/2016-1/2021           |                          |
| 102 | Nguyễn Thanh Nghị (1976-)    | Cà Mau         |                                                                                              | Bí thư Tỉnh ủy Kiên Giang                                                           |                                                      | Thứ trưởng Bộ Xây dựng                                                              | 10/2020-1/2021           |                          |
| 103 | Trương Quang Nghĩa (1958-)   | Quảng Nam      |                                                                                              | Phó Trưởng ban Kinh tế Trung ương                                                   |                                                      | Bộ trưởng Bộ Giao thông Vận tải                                                     | 04/2016-10/2017          |                          |
| 103 | Trương Quang Nghĩa (1958-)   | Quảng Nam      | Bí thư Thành ủy Đà Nẵng                                                                      | Phó Trưởng ban Kinh tế Trung ương                                                   | 10/2017-10/2020                                      |                                                                                     |                          |                          |
| 104 | Nguyễn Trọng Nghĩa (1962-)   | Tiền Giang     |                                                                                              | Trung tướng, Phó Chủ nhiệm Tổng cục Chính trị                                       |                                                      | Thương tướng, Phó Chủ nhiệm Tổng cục Chính trị                                      | 01/2016-1/2021           |                          |
| 105 | Phùng Xuân Nhạ (1963-)       | Hưng Yên       |                                                                                              | Giám đốc Đại học Quốc gia Hà Nội                                                    |                                                      | Bộ trưởng Bộ Giáo dục và Đào tạo                                                    | 04/2016-1/2021           |                          |
| 106 | Nguyễn Thiện Nhân (1953-)    | Trà Vinh       |                                                                                              | Chủ tịch Ủy ban Trung ương Mặt trận Tổ quốc Việt Nam                                |                                                      | Chủ tịch Ủy ban Trung ương Mặt trận Tổ quốc Việt Nam                                | 09/2013-06/2017          |                          |
| 106 | Nguyễn Thiện Nhân (1953-)    | Trà Vinh       | Bí thư Thành ủy Thành phố Hồ Chí Minh                                                        | Chủ tịch Ủy ban Trung ương Mặt trận Tổ quốc Việt Nam                                | 05/2017-10/2020                                      |                                                                                     |                          |                          |
| 107 | Cao Đức Phát (1956-)         | Nam Định       |                                                                                              | Bộ trưởng Bộ Nông nghiệp và Phát triển nông thôn                                    |                                                      | Phó Trưởng ban Thường trực Ban Kinh tế Trung ương                                   | 08/2016-1/2021           |                          |
| 108 | Đoàn Hồng Phong (1963-)      | Nam Định       |                                                                                              | Bí thư Tỉnh ủy Nam Định                                                             |                                                      | Bí thư Tỉnh ủy Nam Định                                                             | 10/2015-1/2021           |                          |
| 109 | Nguyễn Thành Phong (1962-)   | Bến Tre        |                                                                                              | Phó Bí thư Thành ủy Chủ tịch Ủy ban Nhân dân TP. Hồ Chí Minh                        |                                                      | Phó Bí thư Thành ủy Chủ tịch Ủy ban Nhân dân TP. Hồ Chí Minh                        | 10/2015-1/2021           |                          |
| 110 | Tòng Thị Phóng (1954-)       | Sơn La         |                                                                                              | Phó Chủ tịch Quốc hội                                                               |                                                      | Phó Chủ tịch Thường trực Quốc hội                                                   | 07/2016-1/2021           |                          |
| 111 | Hồ Đức Phớc (1963-)          | Nghệ An        |                                                                                              | Bí thư Tỉnh ủy Chủ tịch Hội đồng Nhân dân tỉnh Nghệ An                              |                                                      | Tổng Kiếm toán Nhà nước                                                             | 04/2016-1/2021           |                          |
| 112 | Nguyễn Hạnh Phúc (1959-)     | Thái Bình      |                                                                                              | Tổng Thư ký Quốc hội Chủ nhiệm Văn phòng Quốc hội                                   |                                                      | Tổng Thư ký Quốc hội Chủ nhiệm Văn phòng Quốc hội                                   | 08/2011-1/2021           |                          |
| 113 | Nguyễn Xuân Phúc (1954-)     | Quảng Nam      |                                                                                              | Phó Thủ tướng Chính phủ                                                             |                                                      | Thủ tướng Chính phủ                                                                 | 04/2016-1/2021           | Kỉ luật cảnh cáo         |
| 114 | Võ Văn Phuông (1960-)        | Tây Ninh       |                                                                                              | Phó Trưởng ban Tuyên giáo Trung ương                                                |                                                      | Phó Trưởng ban Thường trực Ban Tuyên giáo Trung ương                                | 08/2015-1/2021           |                          |
| 115 | Trần Quang Phương (1961-)    | Quảng Ngãi     |                                                                                              | Trung tướng, Chính ủy Quân khu 5                                                    |                                                      | Thượng tướng, Phó Chủ nhiệm Tổng cục Chính trị                                      | 06/2019-1/2021           |                          |
| 116 | Hoàng Đăng Quang (1961-)     | Quảng Bình     |                                                                                              | Bí thư Tỉnh ủy Chủ tịch Hội đồng Nhân dân tỉnh Quảng Bình                           |                                                      | Phó Trưởng ban Tổ chức Trung ương                                                   | 08/2020-1/2021           |                          |
| 117 | Lê Hồng Quang (1968-)        | Kiên Giang     |                                                                                              | Phó Bí thư Tỉnh ủy Tiền Giang                                                       |                                                      | Phó Chánh án Tòa án Nhân dân Tối cao                                                | 07/2017-1/2021           |                          |
| 118 | Trần Lưu Quang (1967-)       | Tây Ninh       |                                                                                              | Bí thư Tỉnh ủy Chủ tịch Hội đồng Nhân dân tỉnh Tây Ninh                             |                                                      | Bí thư Tỉnh ủy Tây Ninh                                                             | 06/2016-02/2019          |                          |
| 118 | Trần Lưu Quang (1967-)       | Tây Ninh       | Phó Bí thư Thường trực Thành ủy Thành phố Hồ Chí Minh                                        | Bí thư Tỉnh ủy Chủ tịch Hội đồng Nhân dân tỉnh Tây Ninh                             | 02/2019-1/2021                                       |                                                                                     |                          |                          |
| 119 | Lê Thanh Quang (1960-2022)   | Khánh Hòa      |                                                                                              | Bí thư Tỉnh ủy Chủ tịch Hội đồng Nhân dân tỉnh Khánh Hòa                            |                                                      | Bí thư Tỉnh ủy Khánh Hòa                                                            | 10/2015-10/2019          | Nghỉ chữa bệnh           |
| 120 | Hoàng Bình Quân (1959-)      | Thái Bình      |                                                                                              | Trưởng ban Đối ngoại Trung ương                                                     |                                                      | Trưởng ban Đối ngoại Trung ương                                                     | 02/2011-1/2021           |                          |
| 121 | Phạm Văn Rạnh (1960-)        | Long An        |                                                                                              | Bí thư Tỉnh ủy Chủ tịch Hội đồng Nhân dân tỉnh Long An                              |                                                      | Bí thư Tỉnh ủy Chủ tịch Hội đồng Nhân dân tỉnh Long An                              | 10/2015-10/2020          |                          |
| 122 | Trần Văn Rón (1961-)         | Vĩnh Long      |                                                                                              | Bí thư Tỉnh ủy Vĩnh Long                                                            |                                                      | Bí thư Tỉnh ủy Vĩnh Long                                                            | 10/2015-1/2021           |                          |
| 123 | Vũ Hải Sản (1961-)           | Nam Định       |                                                                                              | Thiếu tướng, Tư lệnh Quân khu 3                                                     |                                                      | Trung tướng, Thứ trưởng Bộ Quốc phòng                                               | 07/2020-1/2021           |                          |
| 124 | Phan Văn Sáu (1959-)         | An Giang       |                                                                                              | Phó Trưởng ban Kinh tế Trung ương                                                   |                                                      | Tổng Thanh tra Chính phủ                                                            | 04/2016-10/2017          |                          |
| 124 | Phan Văn Sáu (1959-)         | An Giang       | Bí thư Tỉnh ủy Sóc Trăng                                                                     | Phó Trưởng ban Kinh tế Trung ương                                                   | 11/2017-10/2020                                      |                                                                                     |                          |                          |
| 125 | Lê Đình Sơn (1960-)          | Hà Tĩnh        |                                                                                              | Bí thư Tỉnh ủy Chủ tịch Ủy ban Nhân dân tỉnh Hà Tĩnh                                |                                                      | Bí thư Tỉnh ủy Chủ tịch Hội đồng Nhân dân tỉnh Hà Tĩnh                              | 04/2016-10/2020          |                          |
| 126 | Bùi Thanh Sơn (1962-)        | Hà Nội         |                                                                                              | Thứ trưởng Bộ Ngoại giao                                                            |                                                      | Thứ trưởng Thường trực Bộ Ngoại giao                                                | 11/2009-1/2021           |                          |
| 127 | Nguyễn Thanh Sơn (1960-)     | Kiên Giang     |                                                                                              | Phó Chủ nhiệm Ủy ban Kiểm tra Trung ương                                            |                                                      | Phó Chủ nhiệm Ủy ban Kiểm tra Trung ương                                            | 01/2015-1/2021           |                          |
| 128 | Trần Văn Sơn (1961-)         | Nam Định       |                                                                                              | Bí thư Tỉnh ủy Điện Biên                                                            |                                                      | Phó Chủ nhiệm Văn phòng Chính phủ                                                   | 10/2020-1/2021           |                          |
| 129 | Thào Xuân Sùng (1958-)       | Sơn La         |                                                                                              | Phó Trưởng ban Dân vận Trung ương                                                   |                                                      | Phó Trưởng ban Thường trực Ban Dân vận Trung ương                                   | 06/2012-12/2017          |                          |
| 129 | Thào Xuân Sùng (1958-)       | Sơn La         | Chủ tịch Hội Nông dân Việt Nam                                                               | Phó Trưởng ban Dân vận Trung ương                                                   | 12/2017-1/2021                                       |                                                                                     |                          |                          |
| 130 | Đỗ Tiến Sỹ (1965-)           | Hưng Yên       |                                                                                              | Bí thư Tỉnh ủy Chủ tịch Hội đồng Nhân dân tỉnh Hưng Yên                             |                                                      | Bí thư Tỉnh ủy Hưng Yên                                                             | 09/2015-1/2021           |                          |
| 131 | Lê Vĩnh Tân (1958-)          | Đồng Tháp      |                                                                                              | Thứ trưởng Bộ Nội vụ                                                                |                                                      | Bộ trưởng Bộ Nội vụ                                                                 | 04/2016-1/2021           |                          |
| 132 | Nguyễn Đức Thanh (1962-)     | Hà Tĩnh        |                                                                                              | Bí thư Tỉnh ủy Chủ tịch Hội đồng Nhân dân tỉnh Ninh Thuận                           |                                                      | Bí thư Tỉnh ủy Chủ tịch Hội đồng Nhân dân tỉnh Ninh Thuận                           | 10/2015-1/2021           |                          |
| 133 | Vũ Hồng Thanh (1962-)        | Hải Dương      |                                                                                              | Phó Bí thư Tỉnh ủy Quảng Ninh                                                       |                                                      | Chủ nhiệm Ủy ban Kinh tế Quốc hội                                                   | 07/2016-1/2021           |                          |
| 134 | Lâm Thị Phương Thanh (1967-) | Ninh Bình      |                                                                                              | Phó Trưởng ban Tuyên giáo Trung ương                                                |                                                      | Phó Trưởng ban Tuyên giáo Trung ương                                                | 11/2011-12/2017          |                          |
| 134 | Lâm Thị Phương Thanh (1967-) | Ninh Bình      | Bí thư Tỉnh ủy Lạng Sơn                                                                      | Phó Trưởng ban Tuyên giáo Trung ương                                                | 12/2017-1/2021                                       |                                                                                     |                          |                          |
| 135 | Trần Sỹ Thanh (1971-)        | Nghệ An        |                                                                                              | Bí thư Tỉnh ủy Lạng Sơn                                                             |                                                      | Bí thư Tỉnh ủy Lạng Sơn                                                             | 10/2015-12/2017          |                          |
| 135 | Trần Sỹ Thanh (1971-)        | Nghệ An        | Phó Trưởng ban Kinh tế Trung ương Chủ tịch HĐTV Tập đoàn Dầu khí Quốc gia                    | Bí thư Tỉnh ủy Lạng Sơn                                                             | 12/2017-08/2020                                      |                                                                                     |                          |                          |
| 135 | Trần Sỹ Thanh (1971-)        | Nghệ An        | Phó Chủ nhiệm Văn phòng Quốc hội                                                             | Bí thư Tỉnh ủy Lạng Sơn                                                             | 08/2020-1/2021                                       |                                                                                     |                          |                          |
| 136 | Nguyễn Thị Thanh (1967-)     | Ninh Bình      |                                                                                              | Bí thư Tỉnh ủy Ninh Bình                                                            |                                                      | Bí thư Tỉnh ủy Ninh Bình                                                            | 08/2013-04/2020          |                          |
| 136 | Nguyễn Thị Thanh (1967-)     | Ninh Bình      | Phó Trưởng ban Công tác đại biểu Quốc hội Phó Trưởng ban Tổ chức Trung ương                  | Bí thư Tỉnh ủy Ninh Bình                                                            | 04/2020-1/2021                                       |                                                                                     |                          |                          |
| 137 | Phạm Viết Thanh (1962-)      | Quảng Nam      |                                                                                              | Chủ tịch Hội đồng Quản trị Tổng Công ty Hàng không Việt Nam                         |                                                      | Bí thư Đảng ủy Khối Doanh nghiệp Trung ương                                         | 04/2016-02/2019          |                          |
| 137 | Phạm Viết Thanh (1962-)      | Quảng Nam      | Bí thư Tỉnh ủy Tây Ninh                                                                      | Chủ tịch Hội đồng Quản trị Tổng Công ty Hàng không Việt Nam                         | 03/2019-07/2020                                      |                                                                                     |                          |                          |
| 137 | Phạm Viết Thanh (1962-)      | Quảng Nam      | Bí thư Tỉnh ủy Bà Rịa – Vũng Tàu                                                             | Chủ tịch Hội đồng Quản trị Tổng Công ty Hàng không Việt Nam                         | 08/2020-1/2021                                       |                                                                                     |                          |                          |
| 138 | Lê Văn Thành (1962-)         | Hải Phòng      |                                                                                              | Bí thư Thành ủy Chủ tịch Ủy ban Nhân dân thành phố Hải Phòng                        |                                                      | Bí thư Thành ủy Chủ tịch Hội đồng Nhân dân TP.Hải Phòng                             | 06/2016-1/2021           |                          |
| 139 | Nguyễn Văn Thành (1957-)     | Ninh Bình      |                                                                                              | Thứ trưởng Bộ Công an                                                               |                                                      | Thượng tướng, Thứ trưởng Bộ Công an                                                 | 10/2015-1/2021           |                          |
| 140 | Huỳnh Chiến Thắng (1965-)    | Bến Tre        |                                                                                              | Thiếu tướng, Chính ủy Quân khu 9                                                    |                                                      | Trung tướng, Phó Tổng Tham mưu trưởng Quân đội nhân dân Việt Nam                    | 11/2020-1/2021           |                          |
| 141 | Sơn Minh Thắng (1960-)       | Trà Vinh       |                                                                                              | Thứ trưởng, Phó Chủ nhiệm Ủy ban Dân tộc                                            |                                                      | Phó Trưởng ban Thường trực Ban Chỉ đạo Tây Nam Bộ                                   | 05/2016-12/2017          |                          |
| 141 | Sơn Minh Thắng (1960-)       | Trà Vinh       | Bí thư Đảng ủy Khối các cơ quan Trung ương                                                   | Thứ trưởng, Phó Chủ nhiệm Ủy ban Dân tộc                                            | 01/2018-10/2020                                      |                                                                                     |                          |                          |
| 142 | Nguyễn Xuân Thắng (1957-)    | Nghệ An        |                                                                                              | Chủ tịch Viện Hàn lâm Khoa học xã hội Việt Nam                                      |                                                      | Giám đốc Học viện Chính trị Quốc gia Hồ Chí Minh                                    | 04/2016-1/2021           |                          |
| 142 | Nguyễn Xuân Thắng (1957-)    | Nghệ An        | Chủ tịch Hội đồng Lý luận Trung ương                                                         | Chủ tịch Viện Hàn lâm Khoa học xã hội Việt Nam                                      | 03/2018-1/2021                                       |                                                                                     |                          |                          |
| 143 | Nguyễn Văn Thể (1966-)       | Đồng Tháp      |                                                                                              | Bí thư Tỉnh ủy Sóc Trăng                                                            |                                                      | Bí thư Tỉnh ủy Sóc Trăng                                                            | 10/2015-10/2017          |                          |
| 143 | Nguyễn Văn Thể (1966-)       | Đồng Tháp      | Bộ trưởng Bộ Giao thông Vận tải                                                              | Bí thư Tỉnh ủy Sóc Trăng                                                            | 10/2017-1/2021                                       |                                                                                     |                          |                          |
| 144 | Nguyễn Ngọc Thiện (1959-)    | Thừa Thiên-Huế |                                                                                              | Thứ trưởng Bộ Văn Hóa, Thể thao và Du lịch                                          |                                                      | Bộ trưởng Bộ Văn hóa, Thể thao và Du lịch                                           | 04/2016-1/2021           |                          |
| 145 | Đặng Thị Ngọc Thịnh (1959-)  | Quảng Nam      |                                                                                              | Phó Chánh Văn phòng Trung ương Đảng                                                 |                                                      | Phó Chủ tịch nước                                                                   | 04/2016-1/2021           |                          |
| 145 | Đặng Thị Ngọc Thịnh (1959-)  | Quảng Nam      | Quyền Chủ tịch nước                                                                          | Phó Chánh Văn phòng Trung ương Đảng                                                 | 09/2018-10/2018                                      |                                                                                     |                          |                          |
| 146 | Lê Thị Thủy (1964-)          | Nghệ An        |                                                                                              | Phó Tổng Thanh tra Chính phủ                                                        |                                                      | Phó Chủ nhiệm Ủy ban Kiểm tra Trung ương                                            | 08/2016-07/2019          |                          |
| 146 | Lê Thị Thủy (1964-)          | Nghệ An        | Bí thư Tỉnh ủy Hà Nam                                                                        | Phó Tổng Thanh tra Chính phủ                                                        | 07/2019-1/2021                                       |                                                                                     |                          |                          |
| 147 | Võ Văn Thưởng (1970-)        | Vĩnh Long      |                                                                                              | Phó Bí thư Thường trực Thành ủy Thành phố Hồ Chí Minh                               |                                                      | Trưởng ban Tuyên giáo Trung ương                                                    | 02/2016-1/2021           |                          |
| 147 | Võ Văn Thưởng (1970-)        | Vĩnh Long      |                                                                                              | Phó Bí thư Thường trực Thành ủy Thành phố Hồ Chí Minh                               |                                                      | Trưởng ban Tuyên giáo Trung ương                                                    | 02/2016-1/2021           |                          |
| 148 | Nguyễn Xuân Tiến (1958-)     | Thừa Thiên-Huế |                                                                                              | Bí thư Tỉnh ủy Chủ tịch Hội đồng Nhân dân tỉnh Lâm Đồng                             |                                                      | Bí thư Tỉnh ủy Lâm Đồng                                                             | 10/2015-10/2020          |                          |
| 149 | Bùi Văn Tỉnh (1958-)         | Hòa Bình       |                                                                                              | Bí thư Tỉnh ủy Chủ tịch Hội đồng Nhân dân tỉnh Hòa Bình                             |                                                      | Bí thư Tỉnh ủy Hòa Bình                                                             | 10/2015-10/2020          |                          |
| 150 | Trần Quốc Tỏ (1962-)         | Ninh Bình      |                                                                                              | Bí thư Tỉnh ủy Thái Nguyên                                                          |                                                      | Bí thư Tỉnh ủy Thái Nguyên                                                          | 10/2015-05/2020          |                          |
| 150 | Trần Quốc Tỏ (1962-)         | Ninh Bình      | Trung tướng, Thứ trưởng Bộ Công an                                                           | Bí thư Tỉnh ủy Thái Nguyên                                                          | 05/2020-1/2021                                       |                                                                                     |                          |                          |
| 151 | Phạm Thị Thanh Trà (1964-)   | Nghệ An        |                                                                                              | Bí thư Tỉnh ủy Chủ tịch Hội đồng Nhân dân tỉnh Yên Bái                              |                                                      | Phó Trưởng ban Tổ chức Trung ương Thứ trưởng Bộ Nội vụ                              | 09/2020-1/2021           |                          |
| 152 | Phan Đình Trạc (1958-)       | Nghệ An        |                                                                                              | Phó Trưởng ban Thường trực Ban Nội chính Trung ương                                 |                                                      | Trưởng ban Nội chính Trung ương                                                     | 03/2016-1/2021           |                          |
| 153 | Dương Văn Trang (1961-)      | Quảng Ngãi     |                                                                                              | Bí thư Tỉnh ủy Chủ tịch Hội đồng Nhân dân tỉnh Gia Lai                              |                                                      | Bí thư Tỉnh ủy Kon Tum                                                              | 06/2020-1/2021           |                          |
| 154 | Lê Minh Trí (1960-)          | TP.HCM         |                                                                                              | Phó Trưởng ban Nội chính Trung ương                                                 |                                                      | Viện trưởng Viện Kiểm sát Nhân dân Tối cao                                          | 04/2016-1/2021           |                          |
| 155 | Nguyễn Phú Trọng (1944-)     | Hà Nội         |                                                                                              | Tổng Bí thư Ban Chấp hành Trung ương Đảng Cộng sản Việt Nam                         |                                                      | Tổng Bí thư Ban Chấp hành Trung ương Đảng Cộng sản Việt Nam                         | 01/2011-1/2021           |                          |
| 155 | Nguyễn Phú Trọng (1944-)     | Hà Nội         | Chủ tịch nước                                                                                | Tổng Bí thư Ban Chấp hành Trung ương Đảng Cộng sản Việt Nam                         | 10/2018-1/2021                                       |                                                                                     |                          |                          |
| 156 | Lê Hoài Trung (1961-)        | Thừa Thiên-Huế |                                                                                              | Thứ trưởng Bộ Ngoại giao                                                            |                                                      | Thứ trưởng Bộ Ngoại giao                                                            | 08/2014-1/2021           |                          |
| 157 | Trần Quốc Trung (1960-)      | Hậu Giang      |                                                                                              | Bí thư Thành ủy Cần Thơ                                                             |                                                      | Bí thư Thành ủy Cần Thơ                                                             | 10/2015-10/2020          |                          |
| 158 | Đào Việt Trung (1958-)       | Hà Nam         |                                                                                              | Chủ nhiệm Văn phòng Chủ tịch nước                                                   |                                                      | Chủ nhiệm Văn phòng Chủ tịch nước                                                   | 08/2011-1/2021           |                          |
| 159 | Mai Trực (1958-)             | Khánh Hòa      |                                                                                              | Phó Chủ nhiệm Ủy ban Kiểm tra Trung ương                                            |                                                      | Phó Chủ nhiệm Ủy ban Kiểm tra Trung ương                                            | 02/2011-1/2021           |                          |
| 160 | Bế Xuân Trường (1957-)       | Cao Bằng       |                                                                                              | Thượng tướng, Thứ trưởng Bộ Quốc phòng                                              |                                                      | Thượng tướng, Thứ trưởng Bộ Quốc phòng                                              | 10/2015-1/2021           |                          |
| 161 | Trần Cẩm Tú (1961-)          | Hà Tĩnh        |                                                                                              | Phó Chủ nhiệm Ủy ban Kiểm tra Trung ương                                            |                                                      | Chủ nhiệm Ủy ban Kiểm tra Trung ương                                                | 05/2018-1/2021           |                          |
| 162 | Nguyễn Thanh Tùng (1960-)    | Bình Định      |                                                                                              | Bí thư Tỉnh ủy Chủ tịch Hội đồng Nhân dân tỉnh Bình Định                            |                                                      | Bí thư Tỉnh ủy Chủ tịch Hội đồng Nhân dân tỉnh Bình Định                            | 10/2015-10/2020          |                          |
| 163 | Trần Văn Túy (1957-)         | Bắc Ninh       |                                                                                              | Phó Trưởng ban Tổ chức Trung ương                                                   |                                                      | Trưởng ban Công tác đại biểu Quốc hội Phó Trưởng ban Tổ chức Trung ương             | 04/2016-1/2021           |                          |
| 164 | Đỗ Bá Tỵ (1954-)             | Hà Nội         |                                                                                              | Đại tướng, Tổng Tham mưu trưởng Quân đội nhân dân Việt Nam Thứ trưởng Bộ Quốc phòng |                                                      | Đại tướng, Phó Chủ tịch Quốc hội                                                    | 04/2016-1/2021           |                          |
| 165 | Huỳnh Tấn Việt (1962-)       | Phú Yên        |                                                                                              | Bí thư Tỉnh ủy Chủ tịch Hội đồng Nhân dân tỉnh Phú Yên                              |                                                      | Phó Bí thư Đảng ủy khối các cơ quan Trung ương                                      | 07/2020-10/2020          |                          |
| 165 | Huỳnh Tấn Việt (1962-)       | Phú Yên        | Bí thư Đảng ủy khối các cơ quan Trung ương                                                   | Bí thư Tỉnh ủy Chủ tịch Hội đồng Nhân dân tỉnh Phú Yên                              | 10/2020-1/2021                                       |                                                                                     |                          |                          |
| 166 | Võ Trọng Việt (1957-)        | Hà Tĩnh        |                                                                                              | Trung tướng, Thứ trưởng Bộ Quốc phòng                                               |                                                      | Thượng tướng, Chủ nhiệm Ủy ban Quốc phòng và An ninh Quốc hội                       | 04/2016-1/2021           |                          |
| 167 | Nguyễn Đắc Vinh (1972-)      | Nghệ An        |                                                                                              | Bí thư thứ nhất Trung ương Đoàn Thanh niên Cộng sản Hồ Chí Minh                     |                                                      | Bí thư Tỉnh ủy Nghệ An                                                              | 04/2016-12/2019          |                          |
| 167 | Nguyễn Đắc Vinh (1972-)      | Nghệ An        | Phó Chánh Văn phòng Trung ương Đảng                                                          | Bí thư thứ nhất Trung ương Đoàn Thanh niên Cộng sản Hồ Chí Minh                     | 12/2019-1/2021                                       |                                                                                     |                          |                          |
| 168 | Triệu Tài Vinh (1968-)       | Hà Giang       |                                                                                              | Bí thư Tỉnh ủy Chủ tịch Hội đồng Nhân dân tỉnh Hà Giang                             |                                                      | Phó Trưởng ban Kinh tế Trung ương                                                   | 07/2019-1/2021           | Kỉ luật khiển trách      |
| 169 | Nguyễn Chí Vịnh (1957-)      | Thừa Thiên-Huế |                                                                                              | Thượng tướng, Thứ trưởng Bộ Quốc phòng                                              |                                                      | Thượng tướng, Thứ trưởng Bộ Quốc phòng                                              | 02/2009-1/2021           |                          |
| 170 | Lê Huy Vịnh (1961-)          | Hà Nội         |                                                                                              | Trung tướng, Tư lệnh Quân chủng Phòng không - Không quân                            |                                                      | Thượng tướng, Phó Tổng Tham mưu trưởng QĐND Việt Nam                                | 01/2020-10/2020          |                          |
| 170 | Lê Huy Vịnh (1961-)          | Hà Nội         | Thượng tướng, Thứ trưởng Bộ Quốc phòng                                                       | Trung tướng, Tư lệnh Quân chủng Phòng không - Không quân                            | 10/2020-1/2021                                       |                                                                                     |                          |                          |
| 170 | Nguyễn Văn Vịnh (1960-)      | Yên Bái        |                                                                                              | Bí thư Tỉnh ủy Chủ tịch Hội đồng Nhân dân tỉnh Lào Cai                              |                                                      | Bí thư Tỉnh ủy Chủ tịch Hội đồng Nhân dân tỉnh Lào Cai                              | 08/2013-10/2020          |                          |
| 171 | Lê Quý Vương (1956-)         | Phú Thọ        |                                                                                              | Thượng tướng, Thứ trưởng Bộ Công an                                                 |                                                      | Thượng tướng, Thứ trưởng Thường trực Bộ Công an                                     | 02/2017-1/2021           |                          |
| 172 | Trần Quốc Vượng (1953-)      | Thái Bình      |                                                                                              | Chánh Văn phòng Trung ương Đảng                                                     |                                                      | Chánh Văn phòng Trung ương Đảng                                                     | 07/2011-02/2016          |                          |
| 172 | Trần Quốc Vượng (1953-)      | Thái Bình      | Chủ nhiệm Ủy ban Kiểm tra Trung ương                                                         | Chánh Văn phòng Trung ương Đảng                                                     | 01/2016-05/2018                                      |                                                                                     |                          |                          |
| 172 | Trần Quốc Vượng (1953-)      | Thái Bình      |                                                                                              | Chánh Văn phòng Trung ương Đảng                                                     | Tham gia Thường trực Ban Bí thư                      | 08/2017-02/2018                                                                     |                          |                          |
| 172 | Trần Quốc Vượng (1953-)      | Thái Bình      | Thường trực Ban Bí thư                                                                       | Chánh Văn phòng Trung ương Đảng                                                     | 03/2018-1/2021                                       |                                                                                     |                          |                          |
| 173 | Võ Thị Ánh Xuân (1970-)      | An Giang       |                                                                                              | Bí thư Tỉnh ủy An Giang                                                             |                                                      | Bí thư Tỉnh ủy An Giang                                                             | 10/2015-1/2021           |                          |
|     | Nguyễn Đức Chung (1967-)     | Hải Dương      |                                                                                              | Phó Bí thư Thành ủy Chủ tịch Ủy ban nhân dân thành phố Hà Nội                       |                                                      | Phó Bí thư Thành ủy Chủ tịch Ủy ban nhân dân thành phố Hà Nội                       | 11/2015-08/2020          | Khởi tố và khai trừ Đảng |
|     | Trương Minh Tuấn (1960-)     | Lâm Đồng       |                                                                                              | Thứ trưởng Bộ Thông tin và Truyền thông                                             |                                                      | Bộ trưởng Bộ Thông tin và Truyền thông                                              | 04/2016-07/2018          | Kỷ luật cảnh cáo         |
|     | Trương Minh Tuấn (1960-)     | Lâm Đồng       | Phó Trưởng ban Tuyên giáo Trung ương                                                         | Thứ trưởng Bộ Thông tin và Truyền thông                                             | 06/2016-02/2019                                      | Khởi tố và khai trừ Đảng                                                            |                          |                          |
|     | Tất Thành Cang (1971-)       | Long An        |                                                                                              | Phó Bí thư Thành ủy Thành phố Hồ Chí Minh                                           |                                                      | Phó Bí thư Thường trực Thành ủy Thành phố Hồ Chí Minh                               | 10/2015-12/2018          | Cảnh cáo và cách chức    |
|     | Trần Đại Quang (1956-2018)   | Ninh Bình      |                                                                                              | Đại tướng, Bộ trưởng Bộ Công an                                                     |                                                      | Đại tướng, Bộ trưởng Bộ Công an                                                     | 08/2011-4/2016           | Qua đời                  |
|     | Trần Đại Quang (1956-2018)   | Ninh Bình      | Chủ tịch nước                                                                                | Đại tướng, Bộ trưởng Bộ Công an                                                     | 4/2016-9/2018                                        |                                                                                     |                          | Qua đời                  |
|     | Đinh La Thăng (1960-)        | Nam Định       |                                                                                              | Bộ trưởng Bộ Giao thông vận tải                                                     |                                                      | Bộ trưởng Bộ Giao thông vận tải                                                     | 08/2011-4/2016           | Cảnh cáo và cách chức    |
|     | Đinh La Thăng (1960-)        | Nam Định       | Bí thư Thành ủy Thành phố Hồ Chí Minh                                                        | Bộ trưởng Bộ Giao thông vận tải                                                     | 2/2016-5/2017                                        |                                                                                     |                          | Cảnh cáo và cách chức    |
|     | Đinh La Thăng (1960-)        | Nam Định       |                                                                                              | Bộ trưởng Bộ Giao thông vận tải                                                     | Phó Trưởng ban Kinh tế Trung ương                    | 5/2017-5/2018                                                                       | Khởi tố và khai trừ Đảng |                          |
|     | Nguyễn Xuân Anh (1976-)      | Đà Nẵng        |                                                                                              | Bí thư Thành ủy Đà Nẵng                                                             |                                                      | Bí thư Thành ủy Đà Nẵng                                                             | 10/2015-11/2017          | Cảnh cáo và cách chức    |
|     | Trương Hòa Bình (1955-)      | Long An        |                                                                                              | Chánh án Tòa án Nhân dân tối cao                                                    |                                                      | Phó Thủ tướng Thường trực Chính phủ                                                 | 04/2016-01/2021          | Cảnh cáo và cách chức    |
|     | Lê Xuân Duy (1962-2016)      | Vĩnh Phúc      |                                                                                              | Thiếu tướng, Phó Tư lệnh Quân khu 2                                                 |                                                      | Thiếu tướng, Phụ trách Tư lệnh Quân khu 2                                           | 05/2016-08/2016          | Qua đời                  |

## Ủy viên dự khuyết Ban Chấp hành Trung ương
Ủy viên Dự khuyết Trung ương Đảng
| STT | Họ tên (sinh-mất)           | Nguyên quán       | Chức vụ cũ             | Chức vụ cũ                                                   | Chức vụ đảm nhiệm | Chức vụ đảm nhiệm                                                | Chức vụ đảm nhiệm |
| STT | Họ tên (sinh-mất)           | Nguyên quán       | Chức vụ cũ             | Chức vụ cũ                                                   | Chức vụ           | Chức vụ                                                          | Nhiệm kỳ          |
| --- | --------------------------- | ----------------- | ---------------------- | ------------------------------------------------------------ | ----------------- | ---------------------------------------------------------------- | ----------------- |
| 1   | Nguyễn Hữu Đông (1972-)     | Phú Thọ           |                        | Phó Bí thư Thường trực Tỉnh ủy Phú Thọ                       |                   | Bí thư Tỉnh ủy Sơn La                                            | 09/2019-1/2021    |
| 2   | Ngô Đông Hải (1970-)        | Bình Định         |                        | Phó Bí thư Thường trực Tỉnh ủy Thái Bình                     |                   | Bí thư Tỉnh ủy Thái Bình                                         | 06/2020-1/2021    |
| 3   | Nguyễn Văn Hiếu (1976-)     | Bình Định         |                        | Chủ nhiệm Ủy ban Kiểm tra Thành ủy Thành phố Hồ Chí Minh     |                   | Bí thư thành ủy thành phố Thủ Đức                                | 01/2021-1/2021    |
| 4   | Đoàn Minh Huấn (1971-)      | Hà Tĩnh           |                        | Giám đốc Học viện Chính trị khu vực I                        |                   | Tổng Biên tập Tạp chí Cộng sản                                   | 07/2017-1/2021    |
| 5   | Y Thanh Hà Niê Kdăm (1973-) | Đắk Lắk           |                        | Bí thư Thành ủy Buôn Ma Thuột, Đắk Lắk                       |                   | Bí thư Đảng ủy Khối Doanh nghiệp Trung ương                      | 03/2019-1/2021    |
| 6   | Đặng Quốc Khánh (1976-)     | Hà Tĩnh           |                        | Phó Chủ tịch Ủy ban Nhân dân tỉnh Hà Tĩnh                    |                   | Bí thư Tỉnh ủy Hà Giang                                          | 07/2019-1/2021    |
| 7   | Đào Hồng Lan (1971-)        | Hải Dương         |                        | Phó Bí thư Thường trực Tỉnh ủy Bắc Ninh                      |                   | Bí thư Tỉnh ủy Bắc Ninh                                          | 09/2020-1/2021    |
| 8   | Lâm Văn Mẫn (1970-)         | Sóc Trăng         |                        | Phó Bí thư Tỉnh ủy Chủ tịch Hội đồng Nhân dân tỉnh Sóc Trăng |                   | Bí thư Tỉnh ủy Chủ tịch Hội đồng Nhân dân tỉnh Sóc Trăng         | 10/2020-1/2021    |
| 9   | Hồ Văn Niên (1975-)         | Gia Lai           |                        | Phó Bí thư Thường trực Tỉnh ủy Gia Lai                       |                   | Bí thư Tỉnh ủy Gia Lai                                           | 06/2020-1/2021    |
| 10  | Nguyễn Hải Ninh (1976-)     | Hải Phòng         |                        | Phó Chủ tịch Thường trực Ủy ban Nhân dân tỉnh Đắk Lắk        |                   | Phó Chánh văn phòng Trung ương Đảng                              | 03/2019-1/2021    |
| 11  | Lê Quốc Phong (1978-)       | Hà Nội            |                        | Bí thư thứ nhất Trung ương Đoàn                              |                   | Bí thư Tỉnh ủy Đồng Tháp                                         | 10/2020-1/2021    |
| 12  | Châu Thị Mỹ Phương (1975-)  | Tiền Giang        |                        | Bí thư Thị ủy Cai Lậy, Tiền Giang                            |                   | Trưởng ban Tuyên giáo Tỉnh ủy Tiền Giang                         | 06/2018-1/2021    |
| 13  | Bùi Nhật Quang (1975-)      | Hà Nội            |                        | Phó Chủ tịch Ủy ban Nhân dân tỉnh Ninh Thuận                 |                   | Chủ tịch Viện Hàn lâm Khoa học Xã hội Việt Nam                   | 11/2019-1/2021    |
| 14  | Thái Thanh Quý (1976-)      | Nghệ An           |                        | Bí thư Huyện ủy Nam Đàn, tỉnh Nghệ An                        |                   | Phó Bí thư Tỉnh ủy Chủ tịch Ủy ban nhân dân tỉnh Nghệ An         | 10/2018-3/2020    |
| 14  | Thái Thanh Quý (1976-)      | Nghệ An           | Bí thư Tỉnh ủy Nghệ An | Bí thư Huyện ủy Nam Đàn, tỉnh Nghệ An                        | 01/2020-1/2021    |                                                                  |                   |
| 15  | Bùi Chí Thành (1974-)       | Bà Rịa – Vũng Tàu |                        | Bí thư Huyện ủy Châu Đức, tỉnh Bà Rịa – Vũng Tàu             |                   | Chủ tịch Uỷ ban Mặt trận Tổ quốc Việt Nam tỉnh Bà Rịa – Vũng Tàu | 07/2019-1/2021    |
| 16  | Vũ Đại Thắng (1975-)        | Hà Nội            |                        | Thứ trưởng Bộ Kế hoạch và Đầu tư                             |                   | Bí thư Tỉnh ủy Quảng Bình                                        | 08/2020-1/2021    |
| 17  | Nguyễn Văn Thắng (1973-)    | Hà Nội            |                        | Phó Bí thư Tỉnh ủy Chủ tịch Ủy ban Nhân dân tỉnh Quảng Ninh  |                   | Bí thư Tỉnh ủy Điện Biên                                         | 10/2020-1/2021    |
| 18  | Nguyễn Khắc Toàn (1970-)    | Khánh Hòa         |                        | Bí thư Thành ủy Cam Ranh, Khánh Hòa                          |                   | Phó Bí thư Thường trực Tỉnh ủy Khánh Hòa                         | 03/2020-1/2021    |
| 19  | Lê Quang Tùng (1971-)       | Hà Tĩnh           |                        | Thứ trưởng Bộ Văn hóa, Thể thao và Du lịch                   |                   | Bí thư Tỉnh ủy Quảng Trị                                         | 08/2020-1/2021    |
| 20  | Bùi Thị Quỳnh Vân (1974-)   | Quảng Ngãi        |                        | Phó Bí thư Thường trực Tỉnh ủy Chủ tịch HĐND tỉnh Quảng Ngãi |                   | Bí thư Tỉnh ủy Quảng Ngãi Chủ tịch Hội đồng Nhân dân tỉnh        | 08/2020-1/2021    |

## Danh sách Ủy viên BCH TW khóa XII bị kỷ luật trong nhiệm kỳ
| STT | Họ tên (năm sinh)         | Ngày Kỷ luật | Hình thức kỷ luật          | Chức vụ khi bị kỷ luật                                                                              | Chức vụ khi bị kỷ luật | Sai phạm                                                     |
| STT | Họ tên (năm sinh)         | Ngày Kỷ luật | Hình thức kỷ luật          | Chức vụ                                                                                             | Thời gian              | Sai phạm                                                     |
| --- | ------------------------- | ------------ | -------------------------- | --------------------------------------------------------------------------------------------------- | ---------------------- | ------------------------------------------------------------ |
| 1   | Đinh La Thăng(1960)       | 7/5/2017     | Cảnh cáo Thôi chức UVBCT   | Ủy viên Bộ Chính trịBí thư Thành ủy Thành phố Hồ Chí Minh                                           | 2/2016-5/2017          | Sai phạm tại Tập đoàn Dầu khí Việt Nam (PVN)                 |
| 1   | Đinh La Thăng(1960)       | 8/12/2017    | Khởi tố Khai trừ khỏi Đảng | Ủy viên Trung ương Đảng Phó Trưởng ban Kinh tế Trung ương                                           | 5/2017-5/2018          | Sai phạm tại Tập đoàn Dầu khí Việt Nam (PVN)                 |
| 2   | Nguyễn Xuân Anh(1976)     | 6/10/2017    | Cảnh cáo Cách chức         | Ủy viên Trung ương Đảng Bí thư Thành ủy, Chủ tịch HĐND Thành phố Đà Nẵng                            | 10/2015-11/2017        | Sai phạm trong vụ án Phan Văn Anh Vũ                         |
| 3   | Tất Thành Cang(1971)      | 26/12/2018   | Khởi tố Khai trừ khỏi Đảng | Ủy viên Trung ương Đảng Phó Bí thư Thường trực Thành ủy TP Hồ Chí Minh                              | 10/2015-01/2019        | Sai phạm tại vụ án Tổng công ty Tân Thuận                    |
| 4   | Nguyễn Văn Bình(1961)     |              | Cảnh cáo                   | Ủy viên Bộ Chính trị Trưởng Ban Kinh tế Trung ương                                                  | 1/2016-1/2021          | Sai phạm trong thời kỳ làm Thống đốc Ngân hàng Nhà nước      |
| 5   | Hoàng Trung Hải(1959)     |              | Cảnháo Chuyển công tác     | Ủy viên Bộ Chính trị Bí thư Thành ủy Thành phố Hà Nội Trưởng Đoàn ĐBQH Thành phố Hà Nội             | 02/2016-02/2020        | Sai phạm trong vụ án Công ty Gang thép Thái Nguyên           |
| 6   | Lê Viết Chữ(1963)         |              | Cảnh cáo Cho nghỉ hưu      | Ủy viên Trung ương Đảng Bí thư Tỉnh ủy, Chủ tịch HĐND tỉnh Quảng Ngãi                               | 10/2015-07/2020        | Sai phạm tại UBND tỉnh Quảng Ngãi                            |
| 7   | Lê Thanh Quang(1960-2022) |              | Cho nghỉ chữa bệnh         | Ủy viên Trung ương Đảng Bí thư Tỉnh ủy, Chủ tịch HĐND tỉnh Khánh Hòa                                | 10/2015-10/2019        | Sai phạm đất đai tại Khánh Hòa                               |
| 8   | Trần Quốc Cường           |              | Cảnh cáo                   | Ủy viên Trung ương Đảng Phó Trưởng ban Nội chính Trung ương                                         | 07/2019-01/2021        |                                                              |
| 9   | Triệu Tài Vinh(1968)      |              | Khiển trách                | Ủy viên Trung ương Đảng Phó Trưởng ban Kinh tế Trung ương                                           | 07/2019-1/2021         | Sai phạm trong kỳ thi THPT Quốc gia năm 2018 tại Yên Bái     |
| 10  | Nguyễn Đức Chung(1967)    |              | Khởi tố Khai trừ khỏi Đảng | Ủy viên Trung ương Đảng Phó Bí thư Thành ủy Chủ tịch UBND Thành phố Hà Nội                          | 11/2015-08/2020        | Sai phạm các vụ án trong thời kỳ làm Chủ tịch UBND TP Hà Nội |
| 11  | Trương Minh Tuấn(1960)    |              | Khởi tố Khai trừ khỏi Đảng | Ủy viên Trung ương Đảng Phó Trưởng ban Tuyên giáo Trung ương Bộ trưởng Bộ Thông tin và Truyền thông | 04/2016-02/2019        | Sai phạm trong vụ án AVG                                     |
| 12  | Nguyễn Xuân Phúc (1954)   | 13/12/2024   | Cảnh cáo                   | Ủy viên Bộ Chính trị Thủ tướng Chính phủ                                                            | 04/2016-01/2021        |                                                              |
| 13  | Trương Thị Mai (1958)     | 13/12/2024   | Khiển trách                | Ủy viên Bộ Chính trị Bí thư Trung ương Đảng Trưởng ban Dân vận Trung ương                           | 02/2016-01/2021        |                                                              |
| 14  | Trương Hòa Bình (1955)    | 13/12/2024   | Cảnh cáo                   | Ủy viên Bộ Chính trị Phó Thủ tướng Thường trực Chính phủ                                            | 04/2016-01/2021        |                                                              |
| 14  | Trương Hòa Bình (1955)    | 10/04/2025   | Cách chức                  | Ủy viên Bộ Chính trị Phó Thủ tướng Thường trực Chính phủ                                            | 04/2016-01/2021        |                                                              |

## Bộ Chính trị
Danh sách xếp theo báo cáo của Trưởng ban Tuyên giáo Trung ương Đinh Thế Huynh tại bế mạc Đại hội Đảng:
1. Nguyễn Phú Trọng
2. Trần Đại Quang (qua đời vào ngày 21/9/2018)[49]
3. Nguyễn Thị Kim Ngân
4. Ngô Xuân Lịch
5. Tô Lâm
6. Nguyễn Xuân Phúc
7. Nguyễn Thiện Nhân
8. Đinh Thế Huynh (nghỉ chữa bệnh)
9. Phạm Minh Chính
10. Tòng Thị Phóng
11. Vương Đình Huệ
12. Trần Quốc Vượng
13. Phạm Bình Minh
14. Trương Thị Mai
15. Trương Hòa Bình
16. Nguyễn Văn Bình
17. Võ Văn Thưởng
18. Đinh La Thăng (thôi chức tại Hội nghị Trung ương 5, từ 7/5/2017)[50]
19. Hoàng Trung Hải

## Ban Bí thư
1. Lương Cường
2. Nguyễn Văn Nên
3. Nguyễn Hòa Bình
4. Nguyễn Phú Trọng (từ 4/2/2016)[51]
5. Đinh Thế Huynh (từ 4/2/2016),[51] Thường trực Ban Bí thư
6. Trần Quốc Vượng (từ 4/2/2016)[51]
7. Phạm Minh Chính (từ 4/2/2016)[51]
8. Võ Văn Thưởng (từ 4/2/2016)[51]
9. Trương Thị Mai (từ 4/2/2016)[51]
10. Nguyễn Văn Bình (từ 6/2016)
11. Phan Đình Trạc (bầu bổ sung tại Hội nghị Trung ương 6, từ 6/10/2017)[52]
12. Nguyễn Xuân Thắng (bầu bổ sung tại Hội nghị Trung ương 6, từ 6/10/2017)[52]
13. Trần Thanh Mẫn (bầu bổ sung tại Hội nghị Trung ương 7, từ 9/5/2018)[53]
14. Trần Cẩm Tú (bầu bổ sung tại Hội nghị Trung ương 7, từ 9/5/2018)

## Ủy ban Kiểm tra Trung ương
- Chủ nhiệm Ủy ban Kiểm tra Trung ương
  - Trần Quốc Vượng - Ủy viên Bộ Chính trị, Bí thư Trung ương Đảng (đến tháng 5/2018)
  - Trần Cẩm Tú - Bí thư Trung ương Đảng (được bầu tại Hội nghị Trung ương 7, từ tháng 5/2018)[54]
- Phó Chủ nhiệm Ủy ban Kiểm tra Trung ương
1. Bùi Thị Minh Hoài - Ủy viên Trung ương Đảng
2. Mai Trực - Ủy viên Trung ương Đảng
3. Nguyễn Thanh Sơn - Ủy viên Trung ương Đảng
4. Hoàng Văn Trà (bầu bổ sung tại Hội nghị Trung ương 7, từ tháng 5/2018)
5. Nguyễn Văn Hùng - Ủy viên Trung ương Đảng (bầu bổ sung tại Hội nghị Trung ương 12, từ tháng 5/2020)
6. Nghiêm Phú Cường
- Ủy viên Ủy ban Kiểm tra Trung ương
1. Nguyễn Văn Doanh
2. Cao Văn Thống
3. Vũ Khắc Hùng
4. Nguyễn Thế Toàn
5. Nguyễn Quốc Hiệp
6. Huỳnh Thị Xuân Lam
7. Nguyễn Văn Nhân
8. Võ Thái Nguyên (bầu bổ sung tại Hội nghị Trung ương 8, từ tháng 10/2018)
9. Trần Đức Thắng (bầu bổ sung tại Hội nghị Trung ương 8, từ tháng 10/2018)
10. Hồ Minh Chiến (bầu bổ sung tại Hội nghị Trung ương 11, từ tháng 10/2019)
11. Nguyễn Văn Hội (bầu bổ sung tại Hội nghị Trung ương 11, từ tháng 10/2019)
12. Tô Duy Nghĩa (bầu bổ sung tại Hội nghị Trung ương 11, từ tháng 10/2019)
13. Nguyễn Minh Quang (bầu bổ sung tại Hội nghị Trung ương 11, từ tháng 10/2019)
14. Trần Thị Hiền (bầu bổ sung tại Hội nghị Trung ương 12, từ tháng 5/2020)

Danh sách Ủy ban Kiểm tra Trung ương được Ban Chấp hành Trung ương khóa XII bầu ra ngày 27/1/2016 gồm 21 người:
1. Trần Quốc Vượng
2. Mai Trực
3. Nguyễn Đức Hải
4. Sa Như Hòa
5. Bùi Thị Minh Hoài
6. Nguyễn Thanh Sơn
7. Nguyễn Văn Nhân
8. Tô Quang Thu
9. Trần Cẩm Tú
10. Nguyễn Công Học
11. Võ Minh Khương
12. Nguyễn Văn Doanh
13. Nguyễn Thị Bích Ngà
14. Hà Quốc Trị
15. Cao Văn Thống
16. Võ Khắc Hùng
17. Nghiêm Phú Cường
18. Nguyễn Thế Toàn
19. Nguyễn Quốc Hiệp
20. Huỳnh Thị Xuân Lan
21. Trần Tiến Hưng

## Nhận xét
- Theo ông Nguyễn Phú Trọng, Tổng Bí thư Ban Chấp hành Trung ương Đảng khóa XII, "Quy trình chuẩn bị nhân sự, lập danh sách bầu cử... làm rất dân chủ...Kết quả Đại hội XII biểu thị tinh thần dân chủ, đoàn kết, kỷ cương, trí tuệ." [55]
- Đài "Deutsche Welle" của Đức cho là, "Ban lãnh đạo mới khó có khả năng làm một chuyển đổi [như Đổi Mới 1 vào năm 1986]. Họ sẽ cố gắng buộc Đảng phải đi từng bước cẩn thận và chống lại 'diễn biến hòa bình' mà họ cho là do các NGO nước ngoài khởi xướng, vốn là thứ bộ máy an ninh lo sợ. Chính quyền có thể sẽ nặng tay hơn với giới blogger và truyền thông. Nhưng dù cải cách kinh tế sẽ không sâu rộng như trong quá khứ, nó cũng sẽ không bị coi nhẹ vì phát triển kinh tế là công cụ tốt để biện minh cho tính chính danh của Đảng." [56]

## Thống kê
- Với 20 người được bầu, Bộ Quốc phòng là khối có nhiều ủy viên nhất. Bộ Công an có 5 ủy viên và có 7 ủy viên đã công tác tại Bộ Công an, Bộ Y tế không có đại diện nào, riêng Bộ Giáo dục và Đào tạo có một đại diên là bộ trưởng Phùng Xuân Nhạ
- Có 19 người dưới 45 tuổi. Trong đó, ủy viên chính thức trẻ tuổi nhất là ông Nguyễn Thanh Nghị (Bí thư tỉnh ủy Kiên Giang) là Bí thư tỉnh ủy trẻ nhất hiện nay. Sơn La là tỉnh duy nhất không có Ủy viên Trung ương nào đang công tác tại địa phương.
- Ủy viên dự khuyết có bốn người từ 40 tuổi trở xuống, trong đó trẻ nhất là Bí thư thứ nhất Trung ương Đoàn Lê Quốc Phong (38 tuổi).
- 16 ủy viên chính thức khoá XI được giới thiệu nhưng không tái đắc cử.
- Số người tái đắc cử là 100 trong đó có 7 ủy viên Bộ Chính trị.
- Hà Tĩnh có số lượng ủy viên nhiều nhất với 16 người. Tiếp theo là các tỉnh: Nam Định, Nghệ An, Quảng Nam, Ninh Bình, Hà Nội.
- 16 thành viên cao cấp Chính phủ không có trong danh sách Ban Chấp hành mới. Ngoài Thủ tướng Nguyễn Tấn Dũng xin rút khỏi danh sách đề cử, Phó thủ tướng Vũ Văn Ninh và 14 bộ trưởng không phải là ủy viên Trung ương.[57]